# 우리강

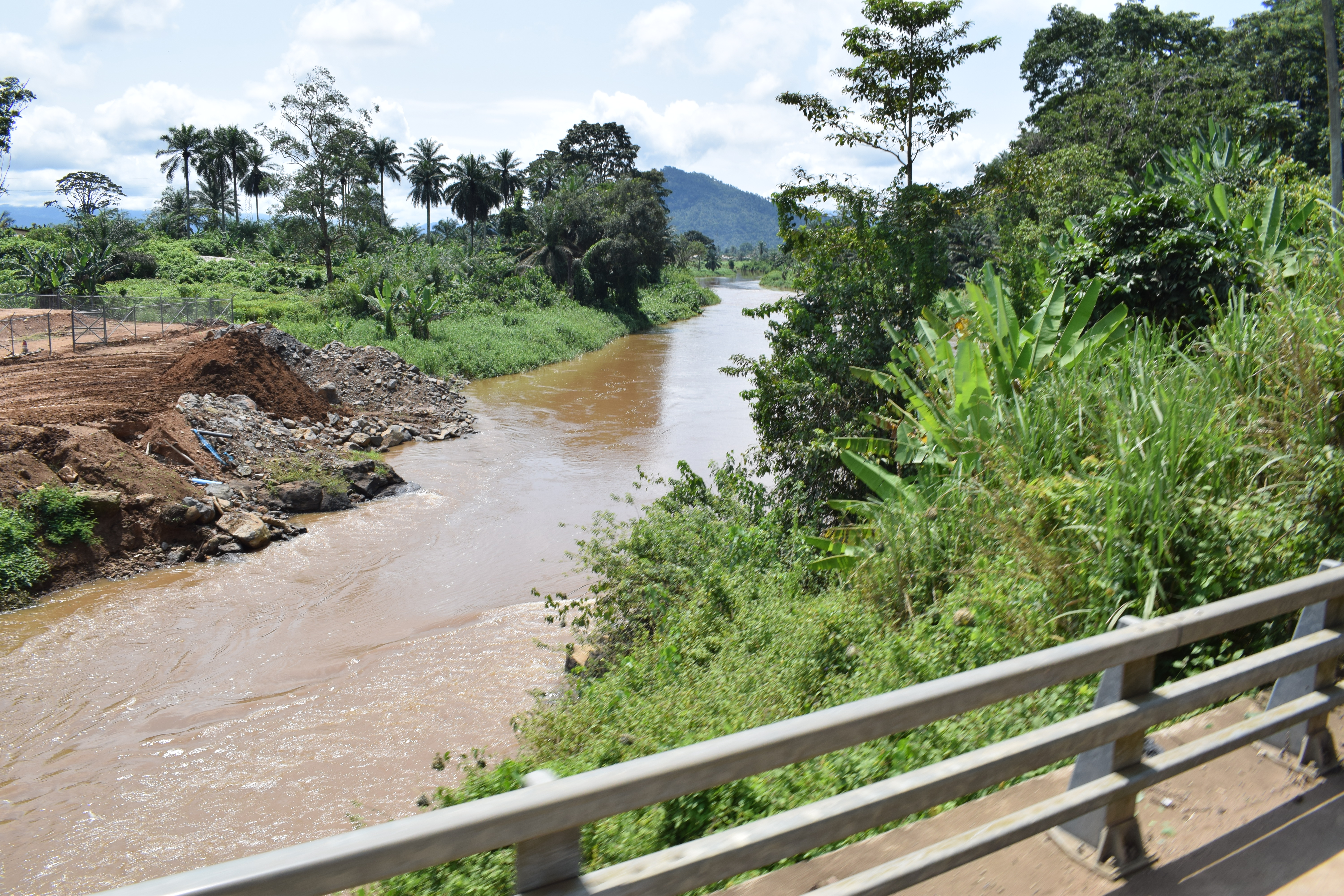
응캄강

우리강(Wouri)은 카메룬의 강이다. 우아리강은 야바시시에서 북동쪽으로 32 km (20 mi) 떨어진 응캄강과 마콤베강의 합류 지점에서 형성된다. 그런 다음 남동쪽으로 약 160 km (99 mi)를 흘러 카메룬 남서부의 주요 항구이자 산업 도시인 두알라의 기니만에 위치한 우아리강 하구로 흘러 들어간다. 이 강은 두알라에서 상류로 약 64 km (40 mi)까지 항해가 가능하다.

## 탐험
포르투갈의 항해사이자 탐험가인 페르낭 두 포 또는 페르난도 포는 1472년경 우아리강 하구를 탐험한 최초의 유럽인으로 알려져 있다. 탐험가들은 우아리강에서 진흙 가재인 Lepidophthalmus turneranus가 풍부하게 서식하는 것을 발견하고 이곳을 "새우의 강"을 뜻하는 포르투갈어로 "Rio dos Camarões"라고 불렀으며, 이 문구에서 카메룬이라는 이름이 유래했다. "Rio dos Camarões"라는 문구는 스페인 사람들이 이 지역에 도착했을 때 나중에 카마로네스(Camarones)가 되었다. 그리고 1884년에 시작된 독일의 보호령 기간 동안 나라의 이름은 카메룬(Kamerun)으로 바뀌었고, 1919년 베르사유 조약으로 프랑스와 영국의 관할 아래 놓이면서 최종적으로 "카메룬(Cameroon)"이라는 이름이 되었다.

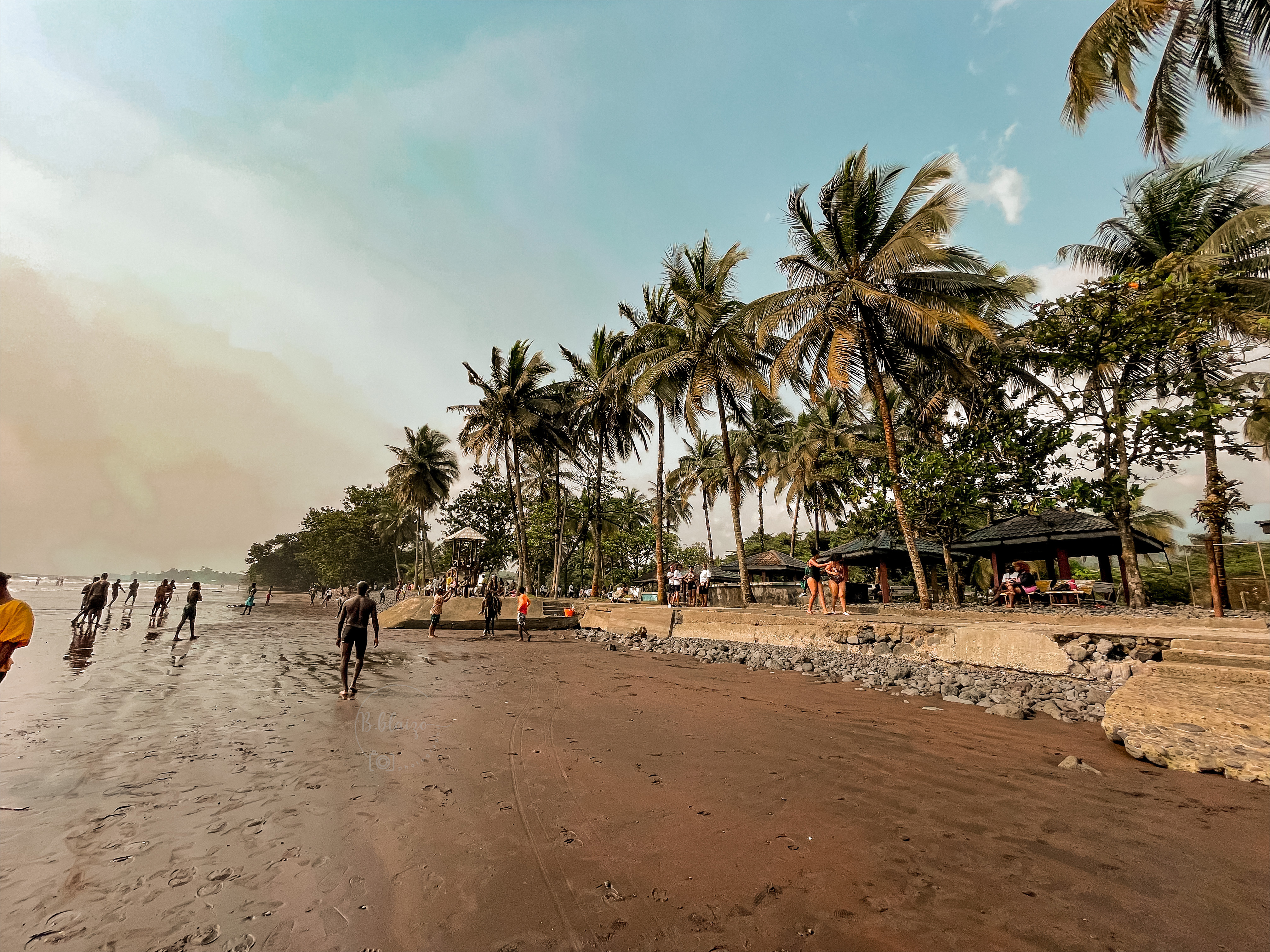
카메룬 림베의 세메 해변

## 다리

### 첫 번째 다리

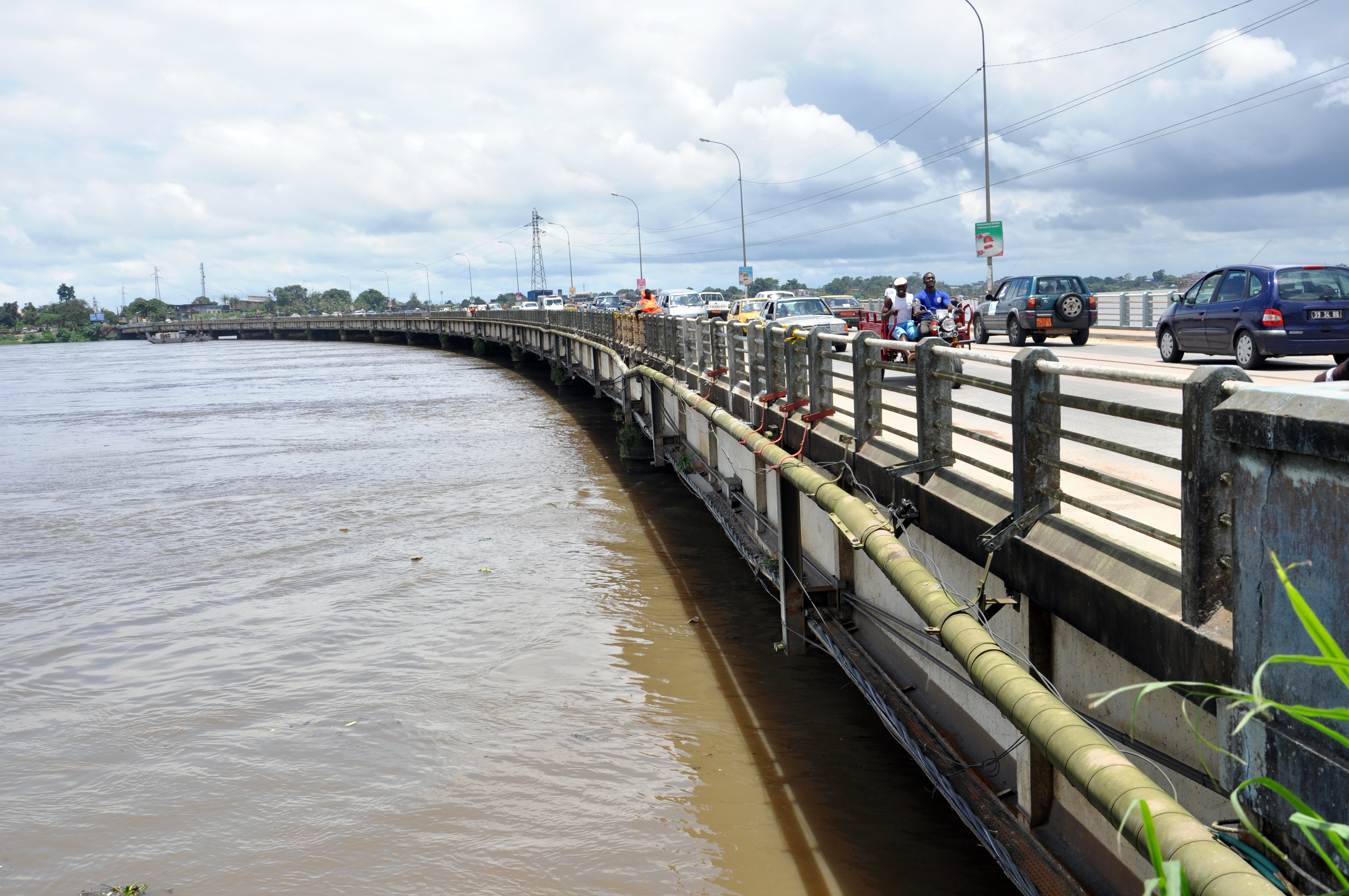
우아리 다리

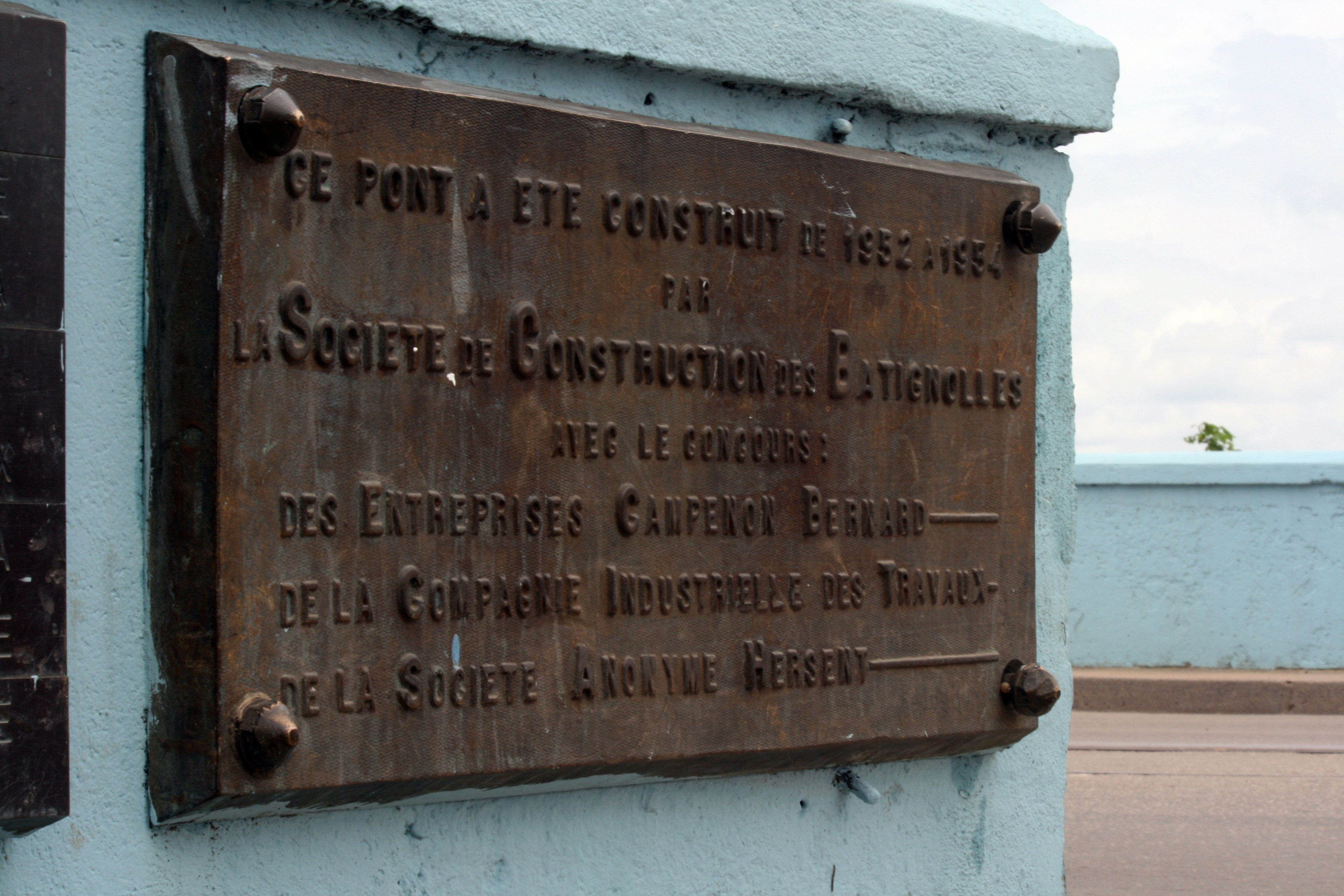
개통 기념 명판

1950년대 식민지 시대에 프랑스인들은 강을 가로지르는 1km 길이의 다리를 건설했는데, 이는 중앙아프리카 하위 지역에서 가장 긴 다리였다. 이 다리는 두알라와 보나베리시를 연결하며, 서부 카메룬에 자동차, 트럭, 기차 교통을 운반하여 큰 경제적 중요성을 지닐 뿐만 아니라 차드와 중앙아프리카 공화국과 같은 내륙국과의 국제 교류를 위한 핵심적인 도구이기도 하다. 2004년부터 이 다리는 대대적인 보수 공사를 진행 중이다. 초기 하루 2,000대 차량 수용 능력을 가졌던 이 다리는 현재 매일 45,000대 이상의 차량을 수용하여 두알라 시내 진입 시 엄청난 교통 체증을 유발하고 있다.

### 두 번째 다리

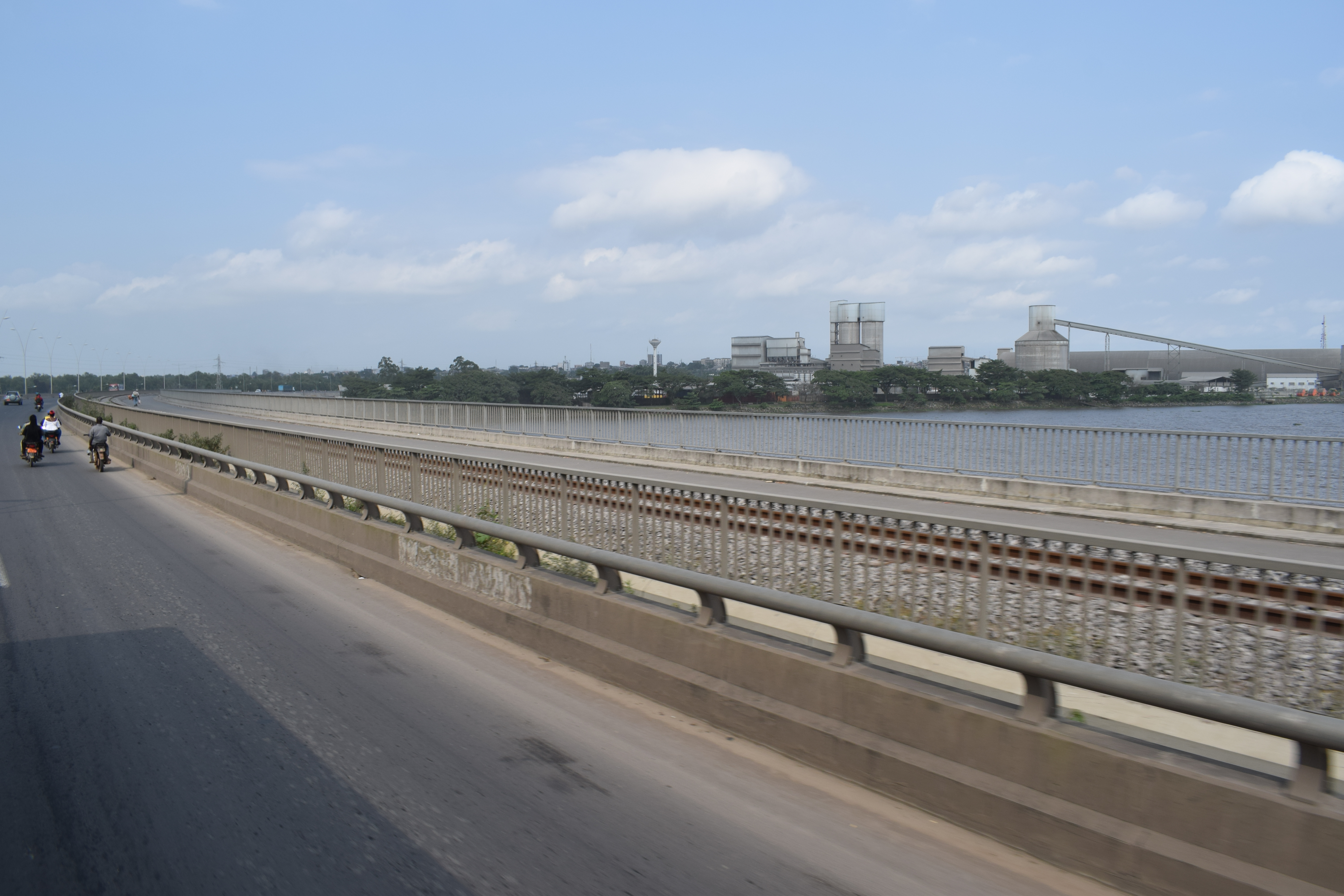
우아리강 위에 새로 건설된 두 번째 다리

거의 1416억 CFA 프랑의 비용이 든 우아리강의 두 번째 다리는 길이가 756m이고 폭이 34m이며 746m 길이의 철도 노선을 가지고 있다. 다국적 도로 건설 회사인 SOGEA SATOM이 건설하고 카메룬 정부와 프랑스 정부의 대출로 자금을 지원받은 이 다리는 첫 번째 다리의 교통 체증을 해소하는 데 도움이 될 것이다. 이 다리의 건설은 카메룬 경제에 중요하며, 카메룬과 대서양과의 근접성을 통해 세계로 열려 있는 중앙아프리카 지역의 교류를 촉진할 것이다. 이 다리는 2018년 말 이전에 가동될 예정이다.

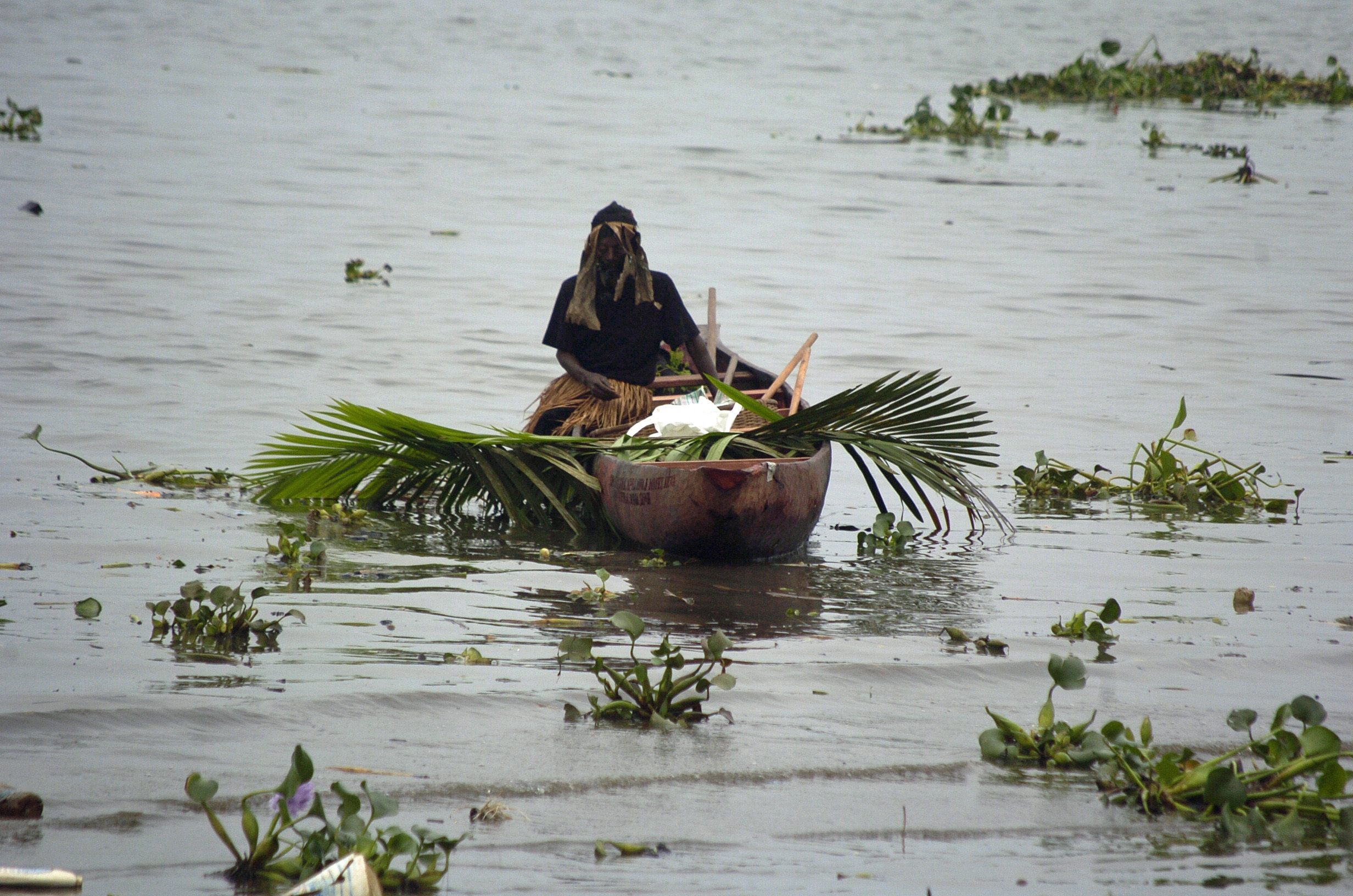
우아리강에 있는 응곤도 축제의 사자

우아리강 둑
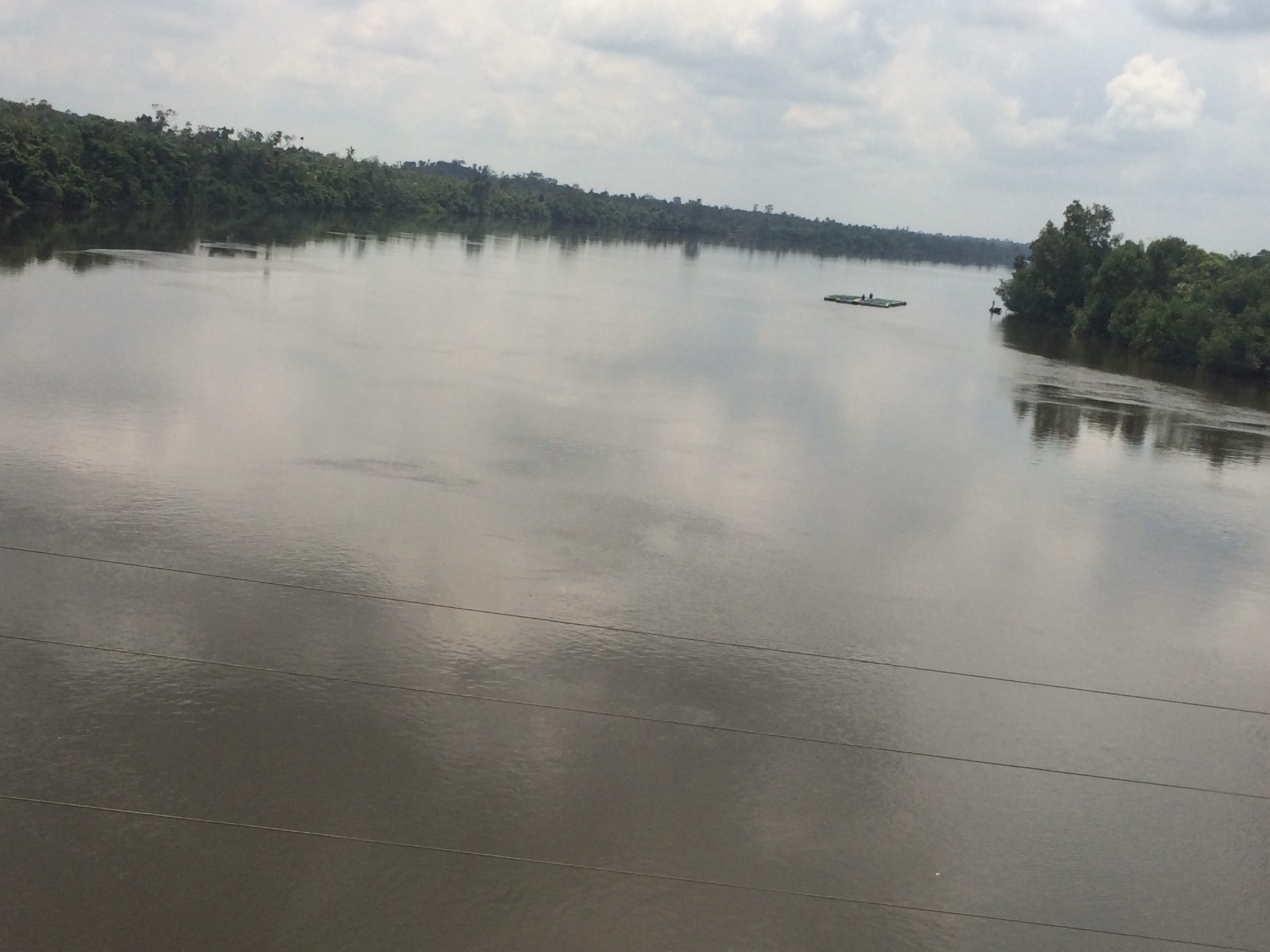
우아리강에서 바라본 보나베리
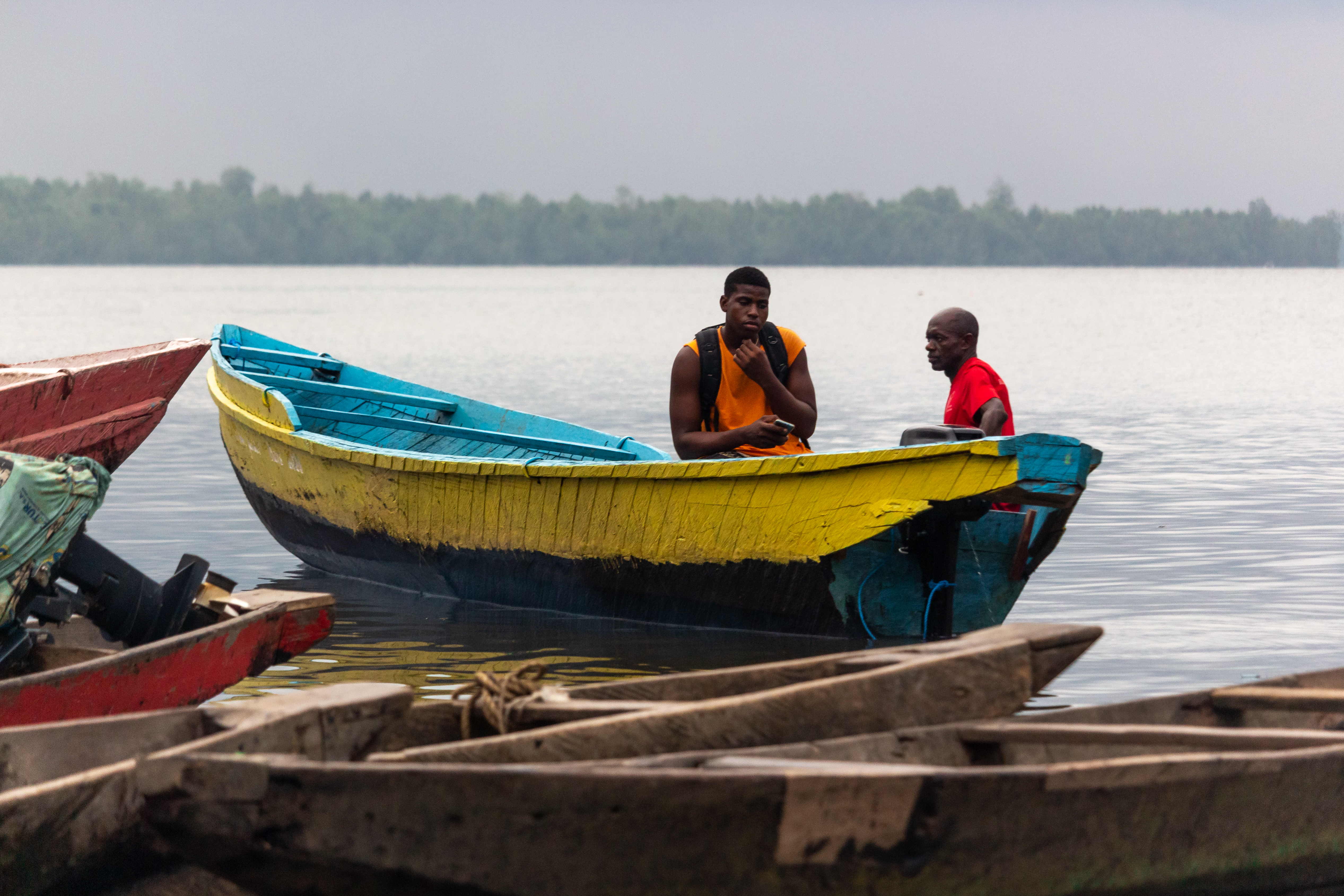
우아리강의 보트 (2020)
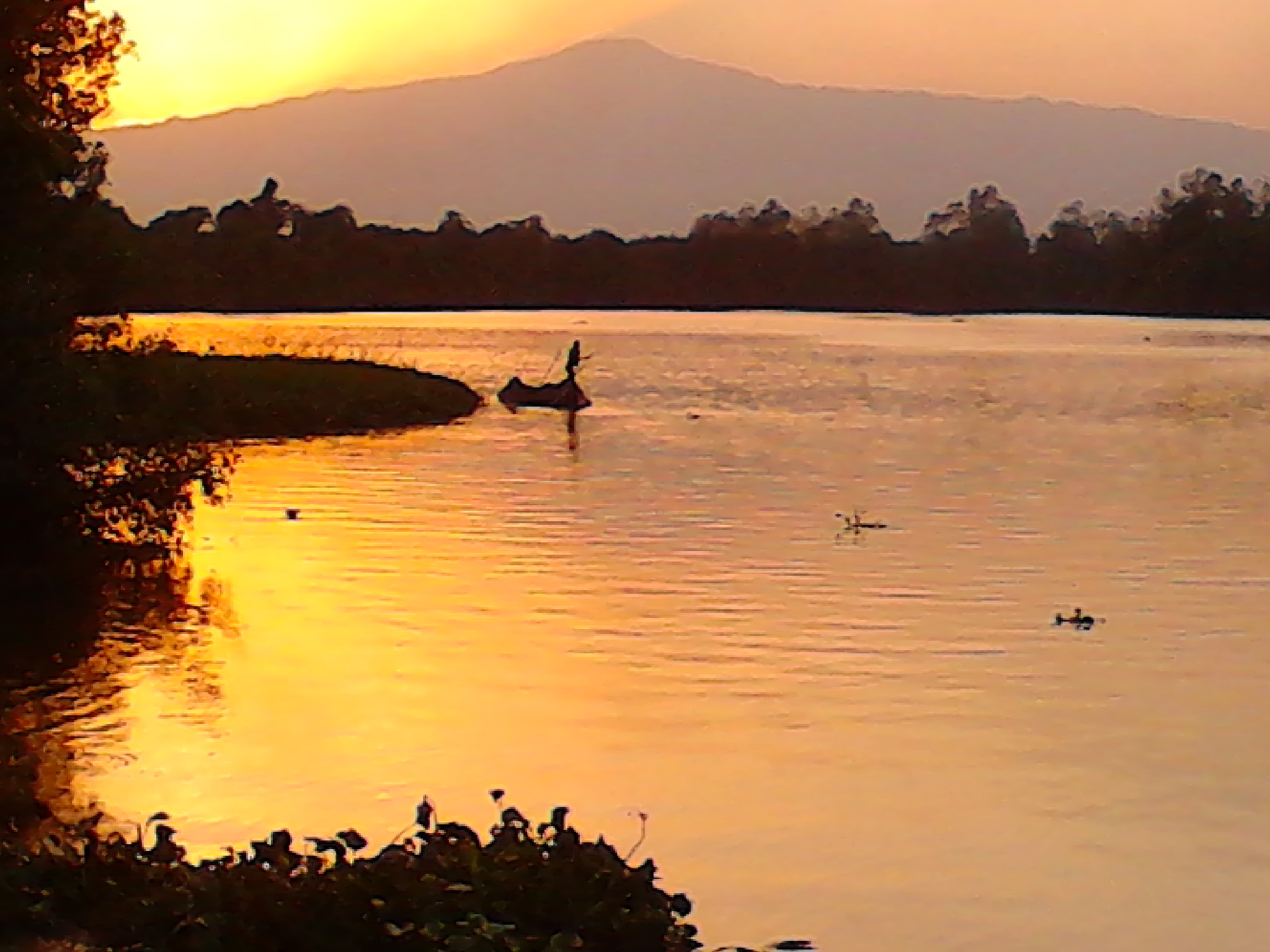
보나엔데일의 일몰 (2013)
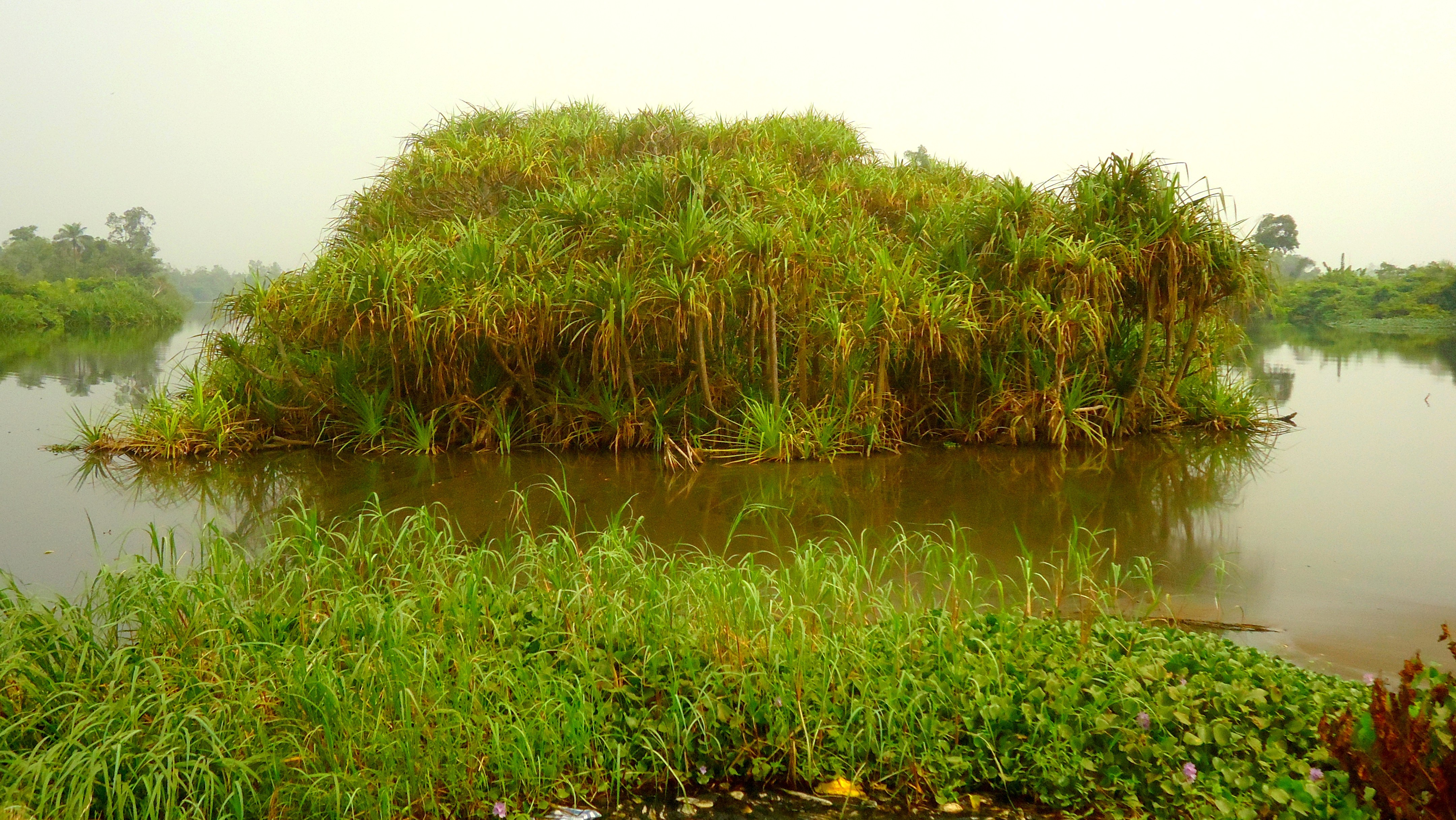
보나베리 맹그로브 습지
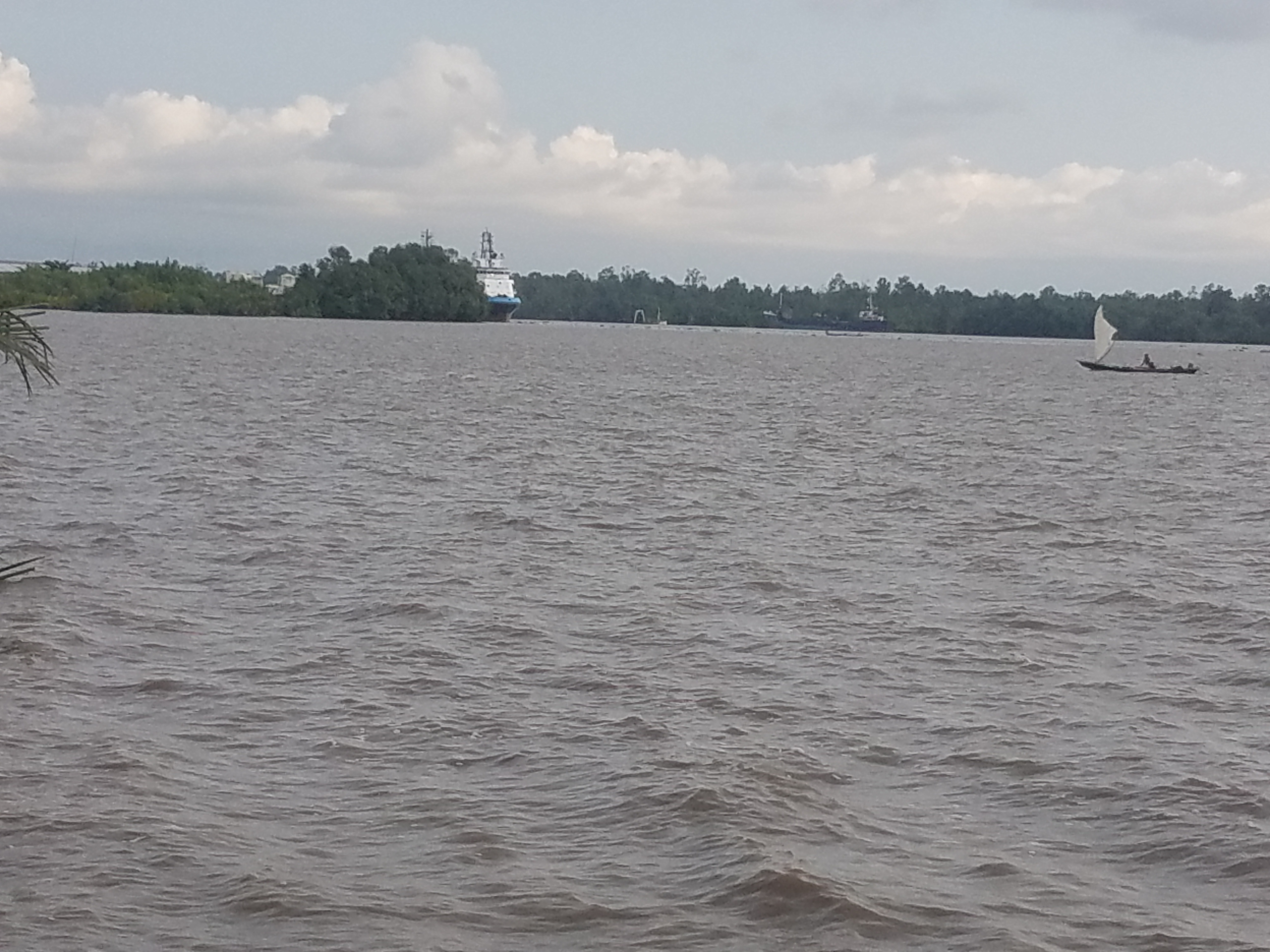
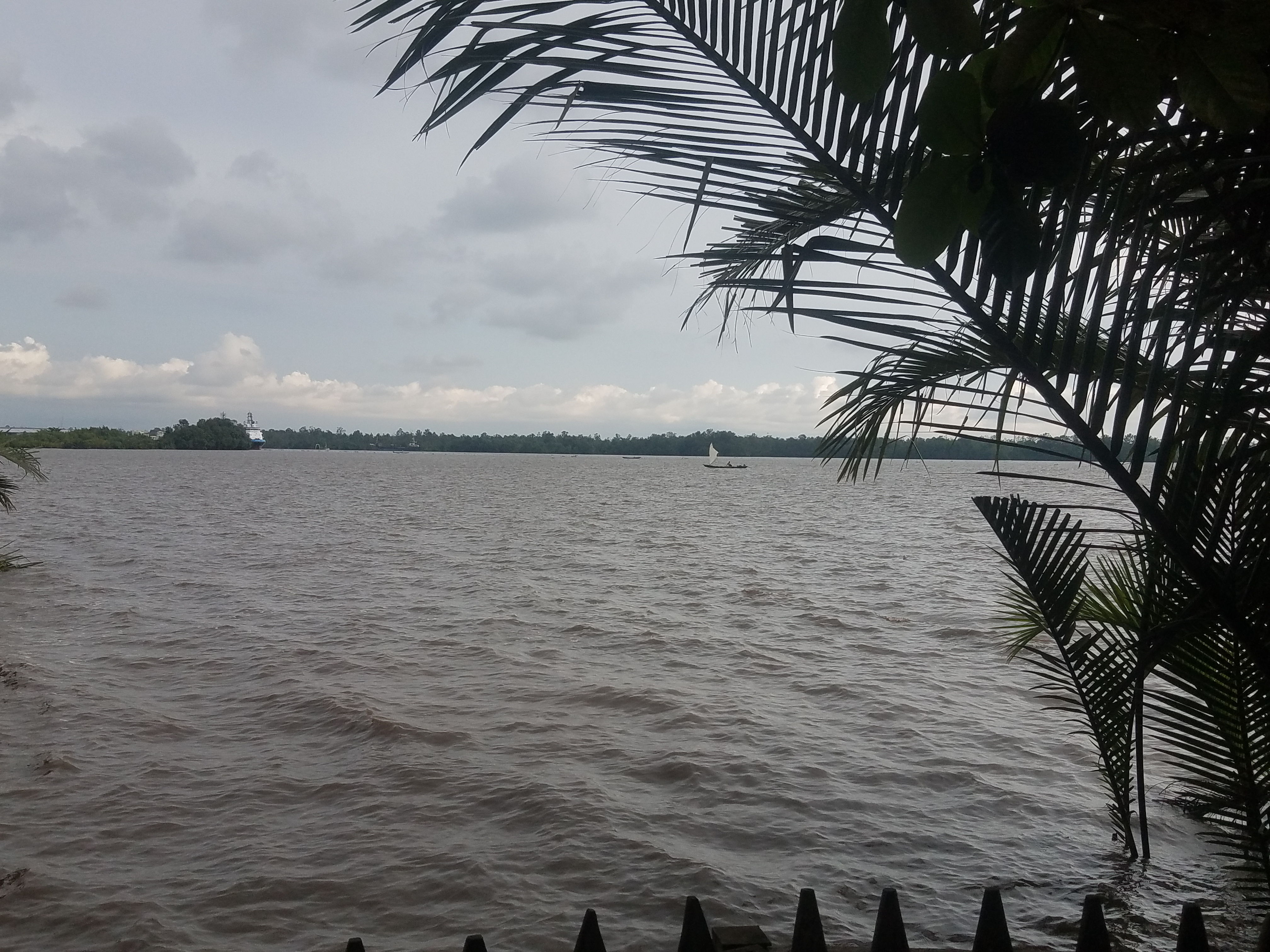
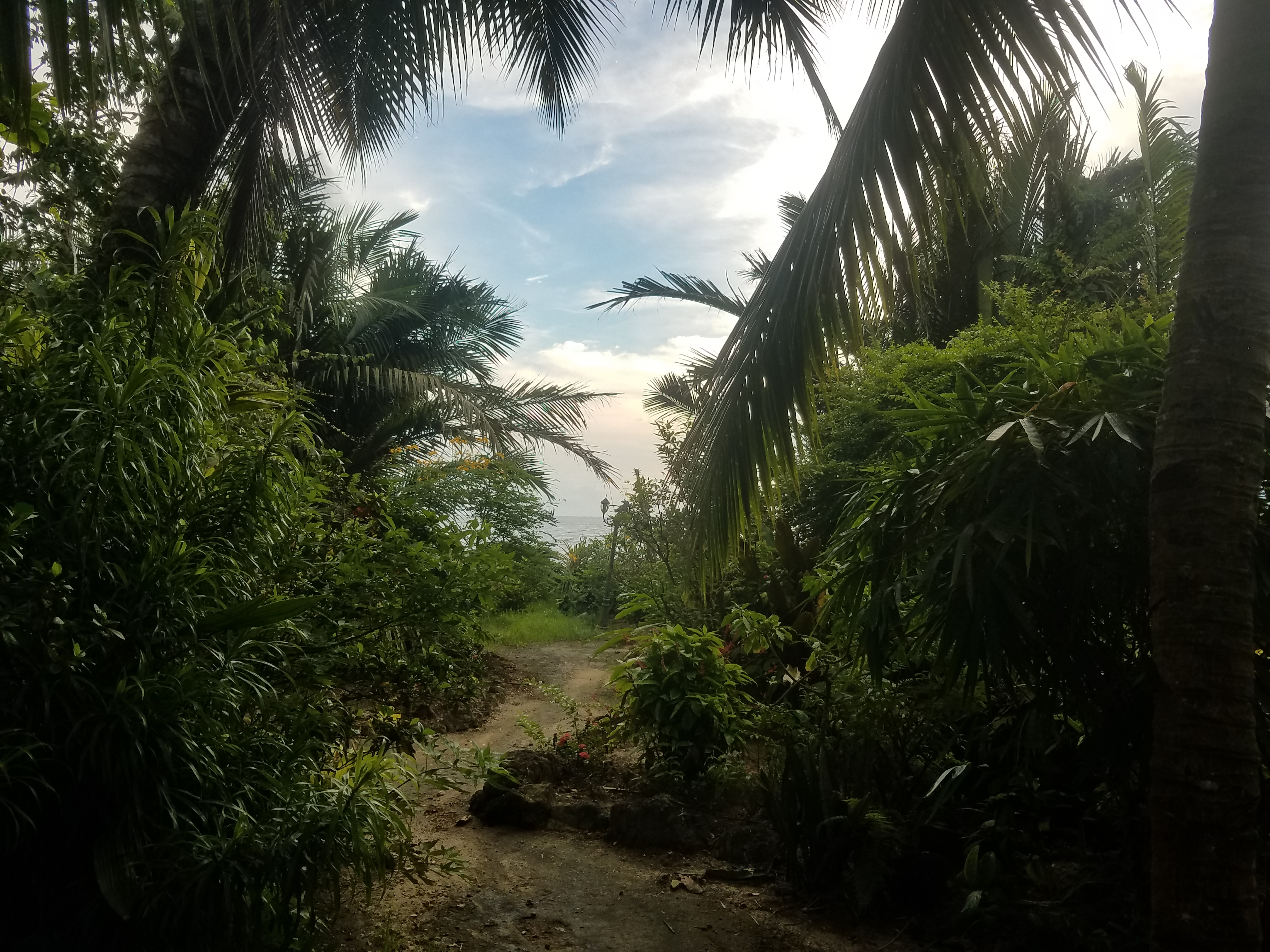
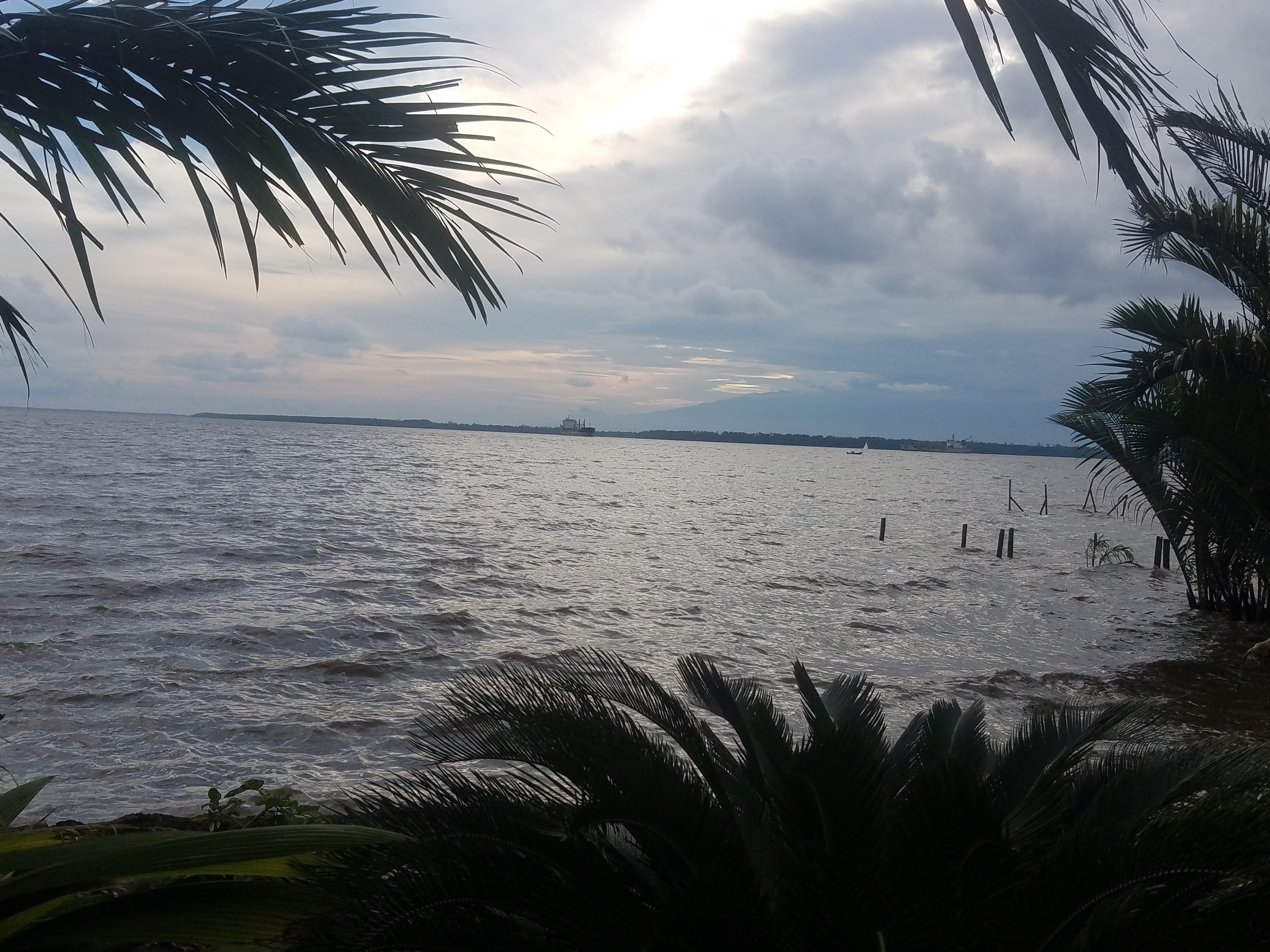
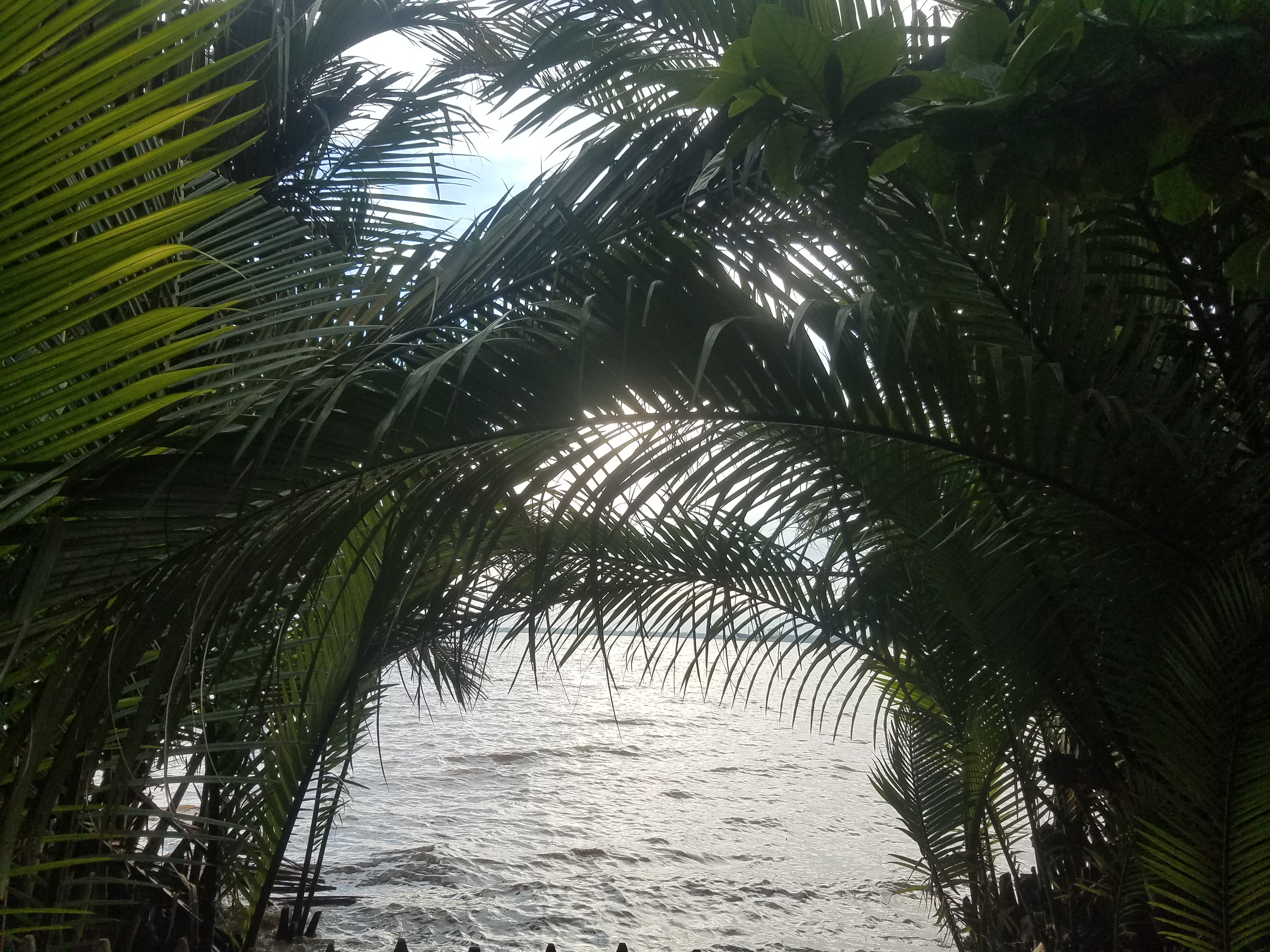
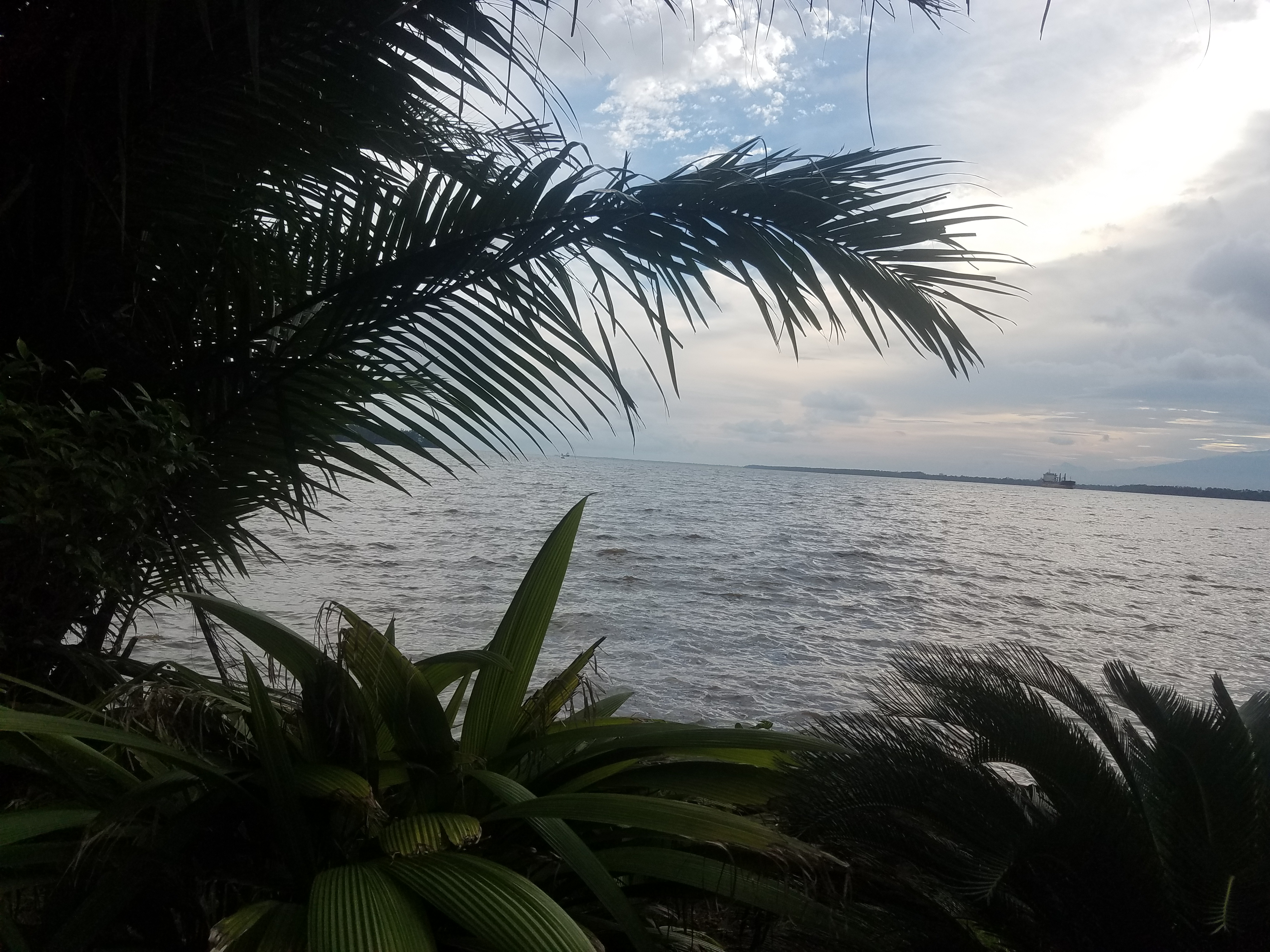
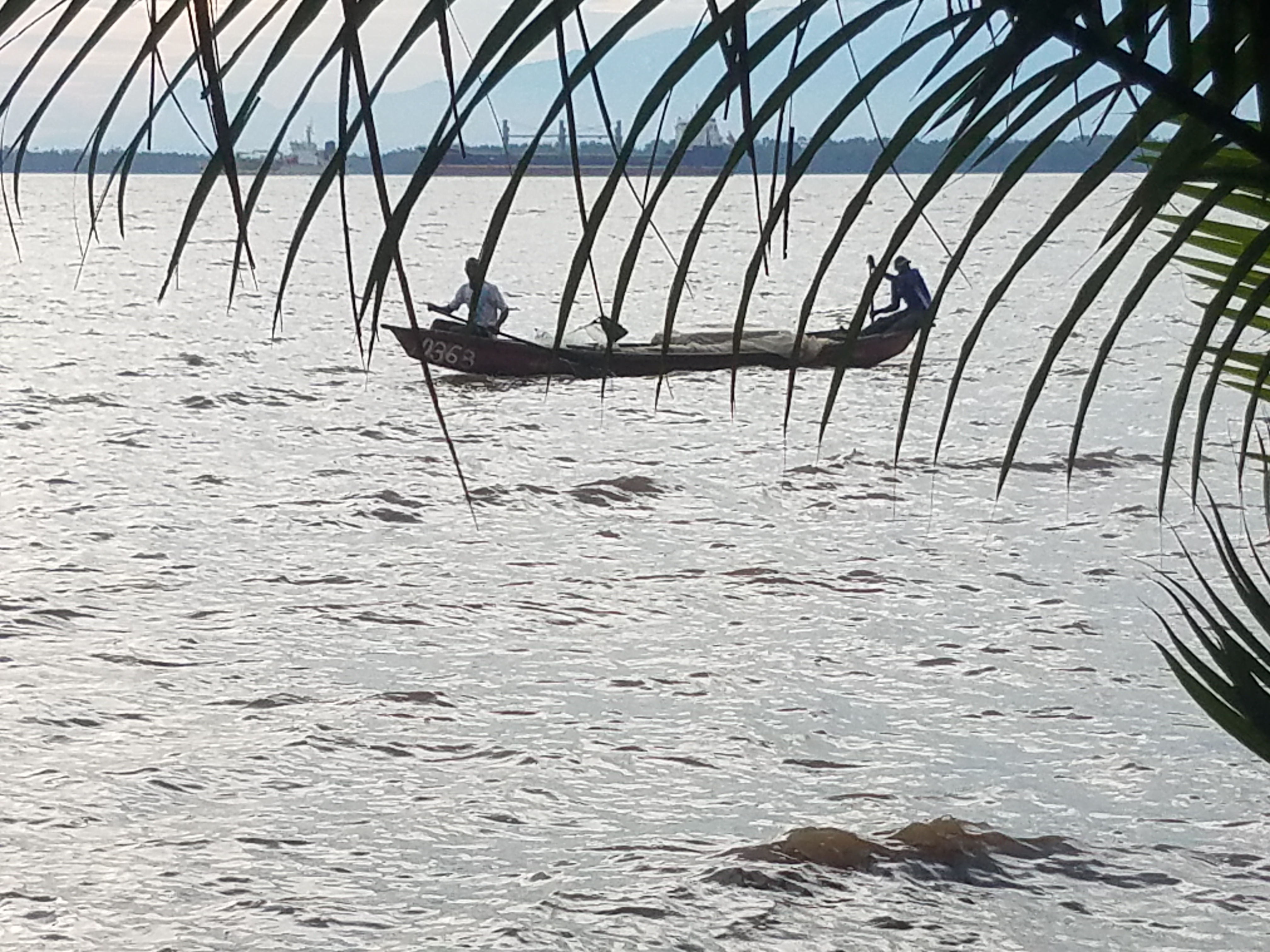
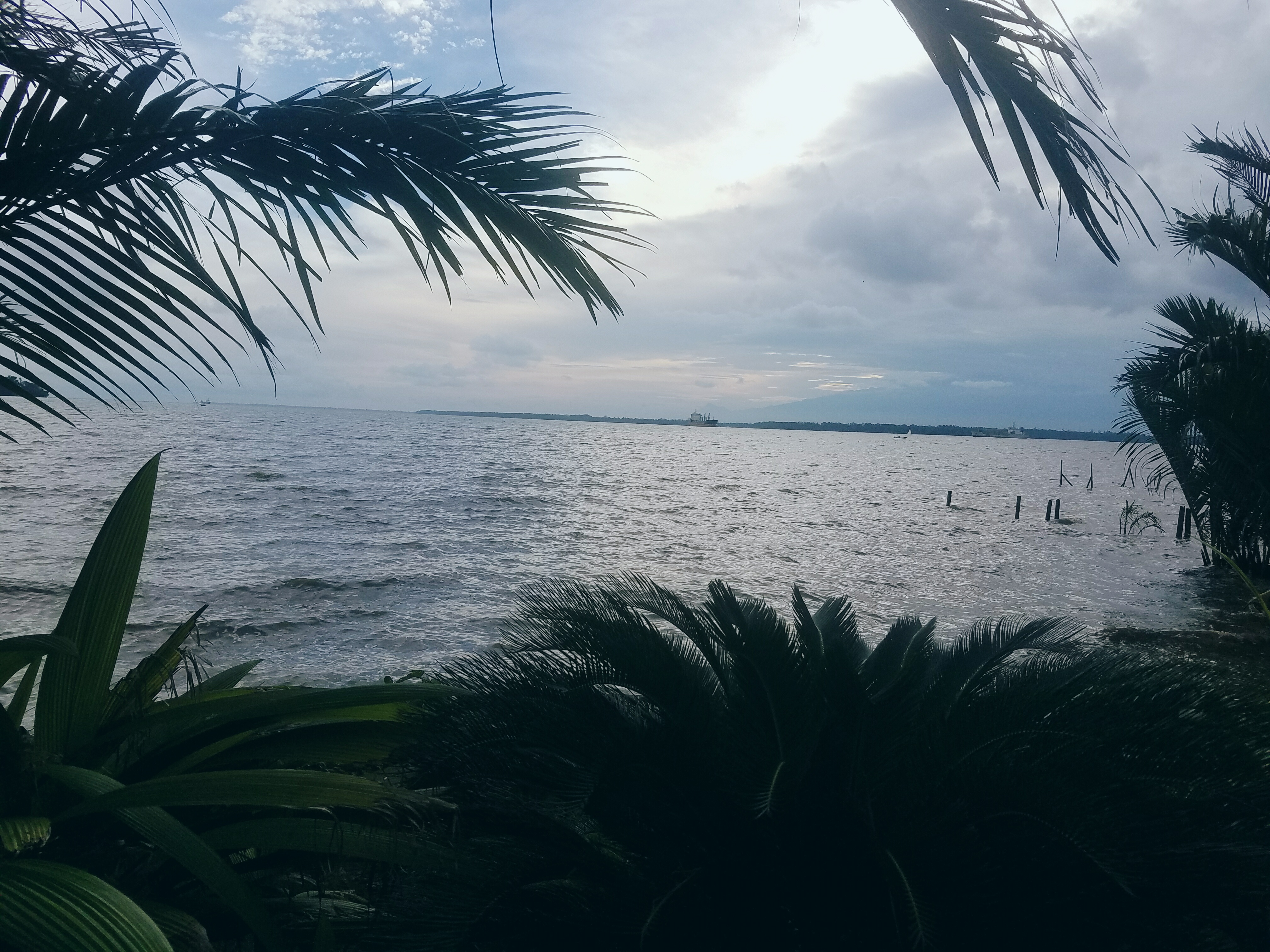

우아리 다리
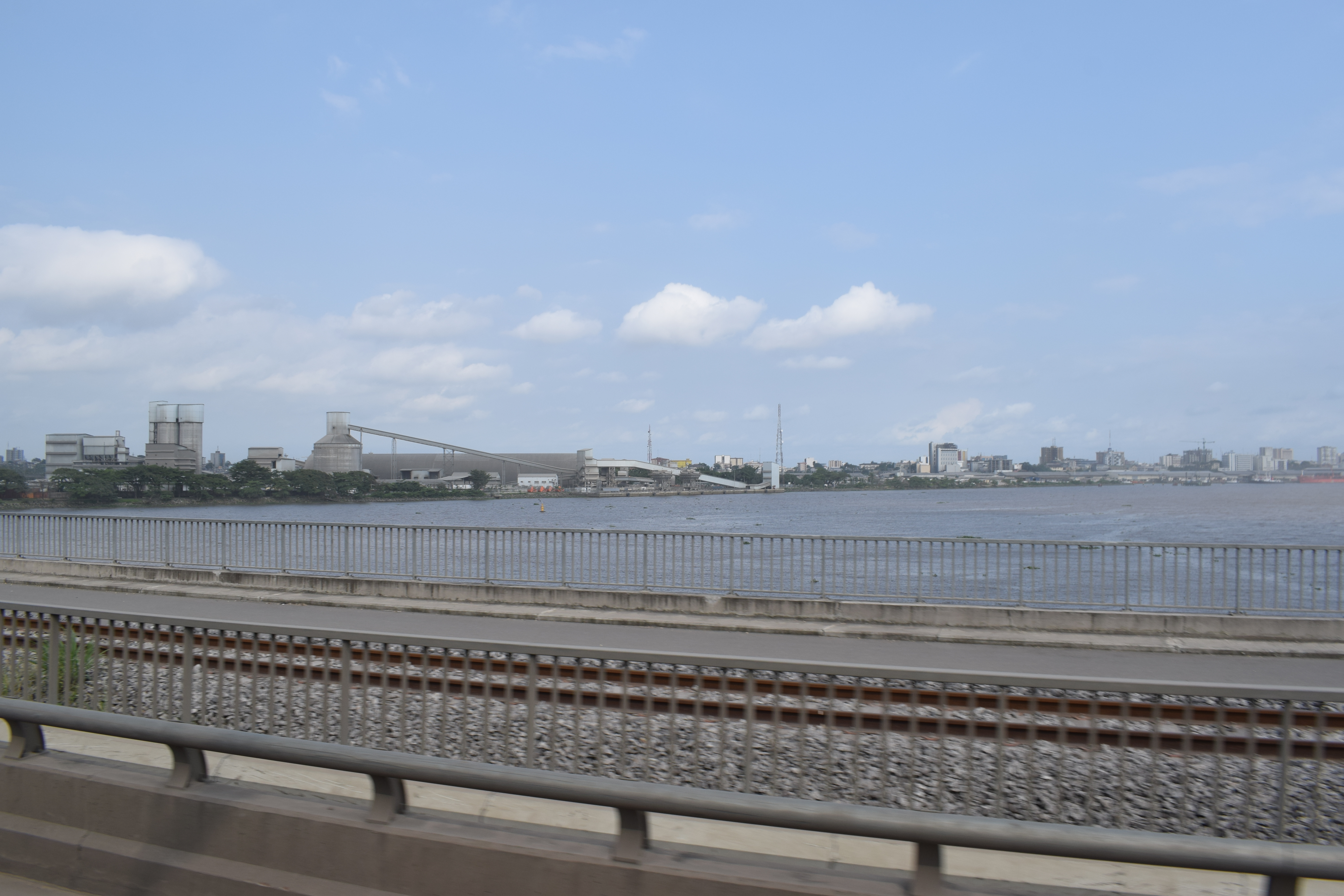
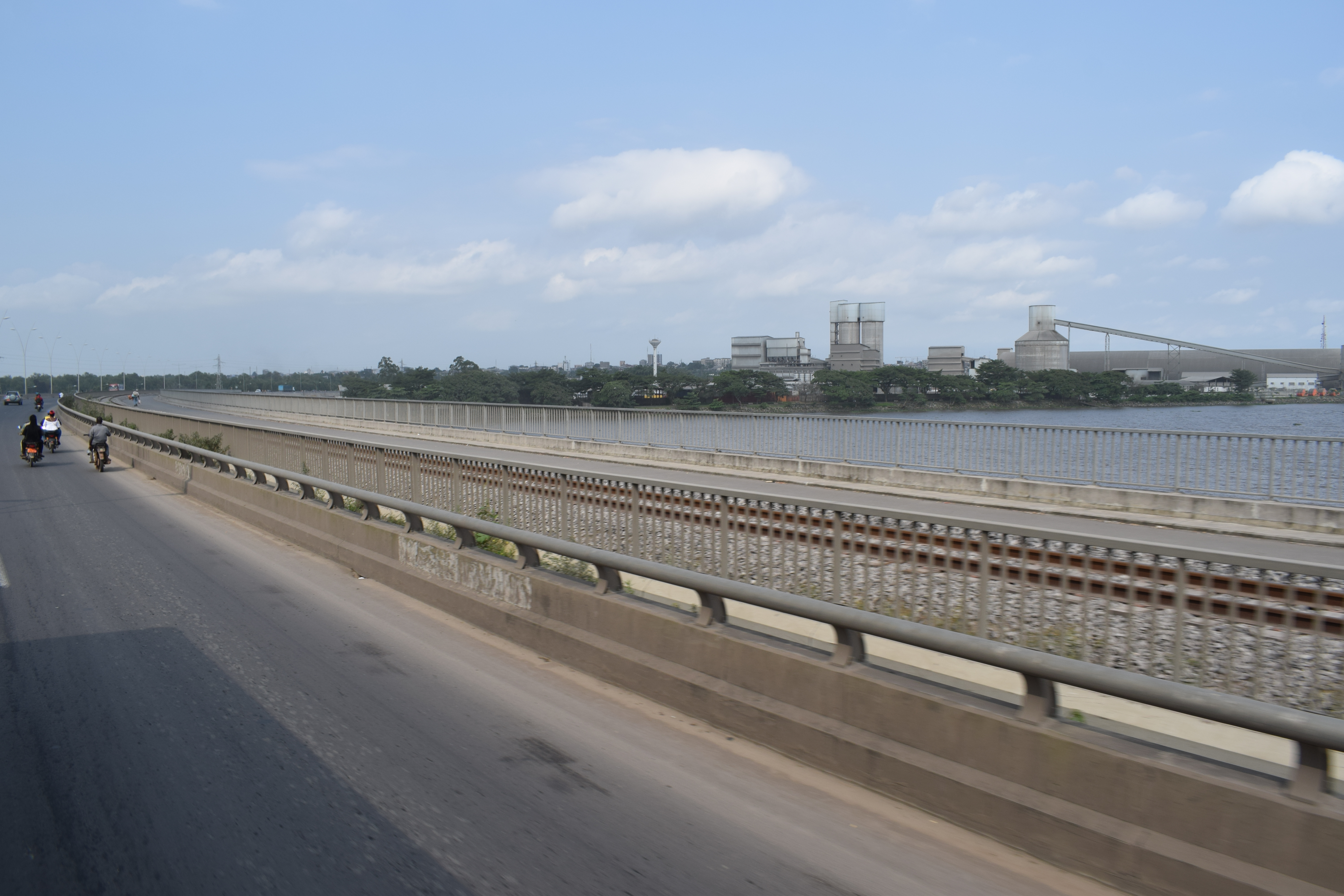
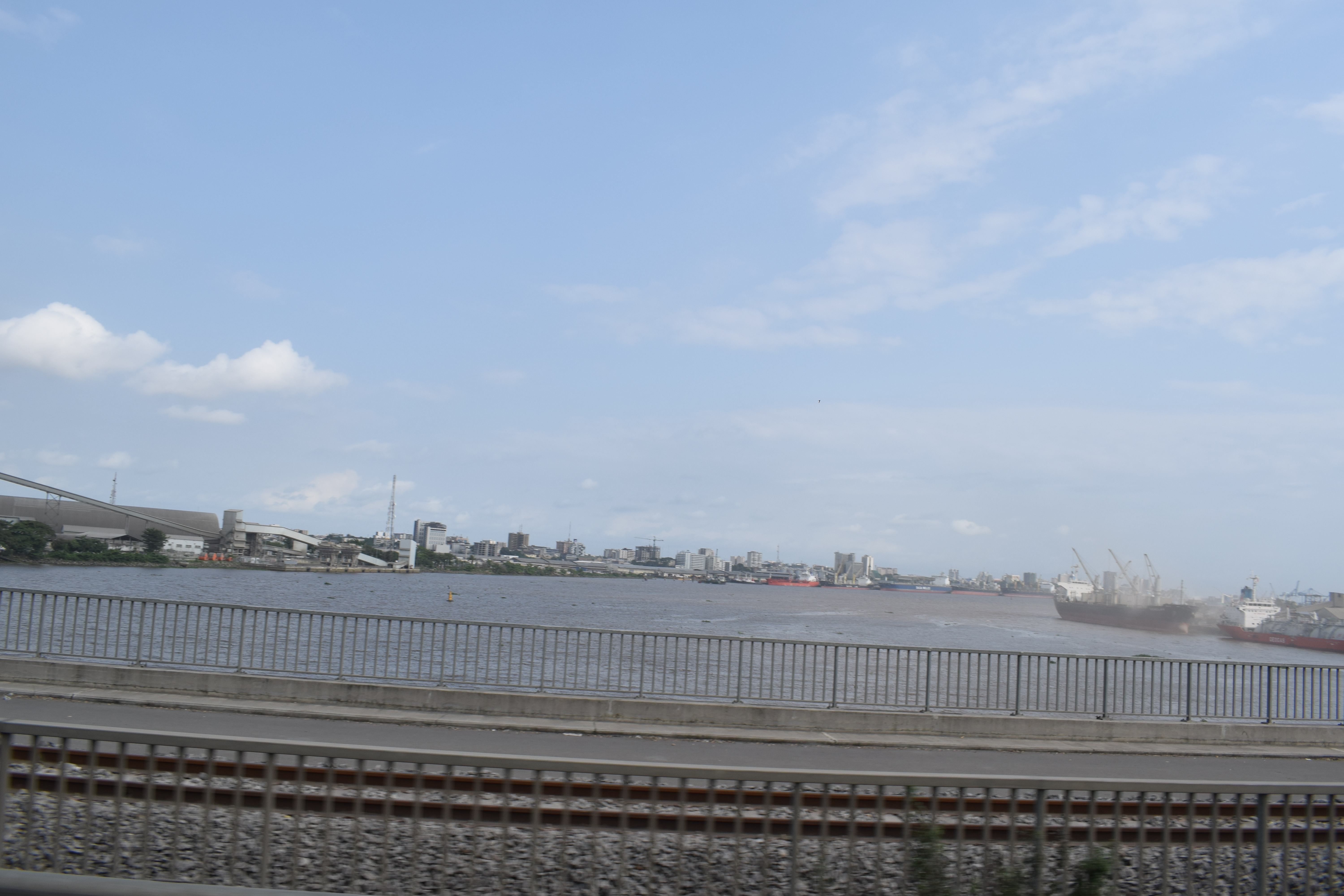
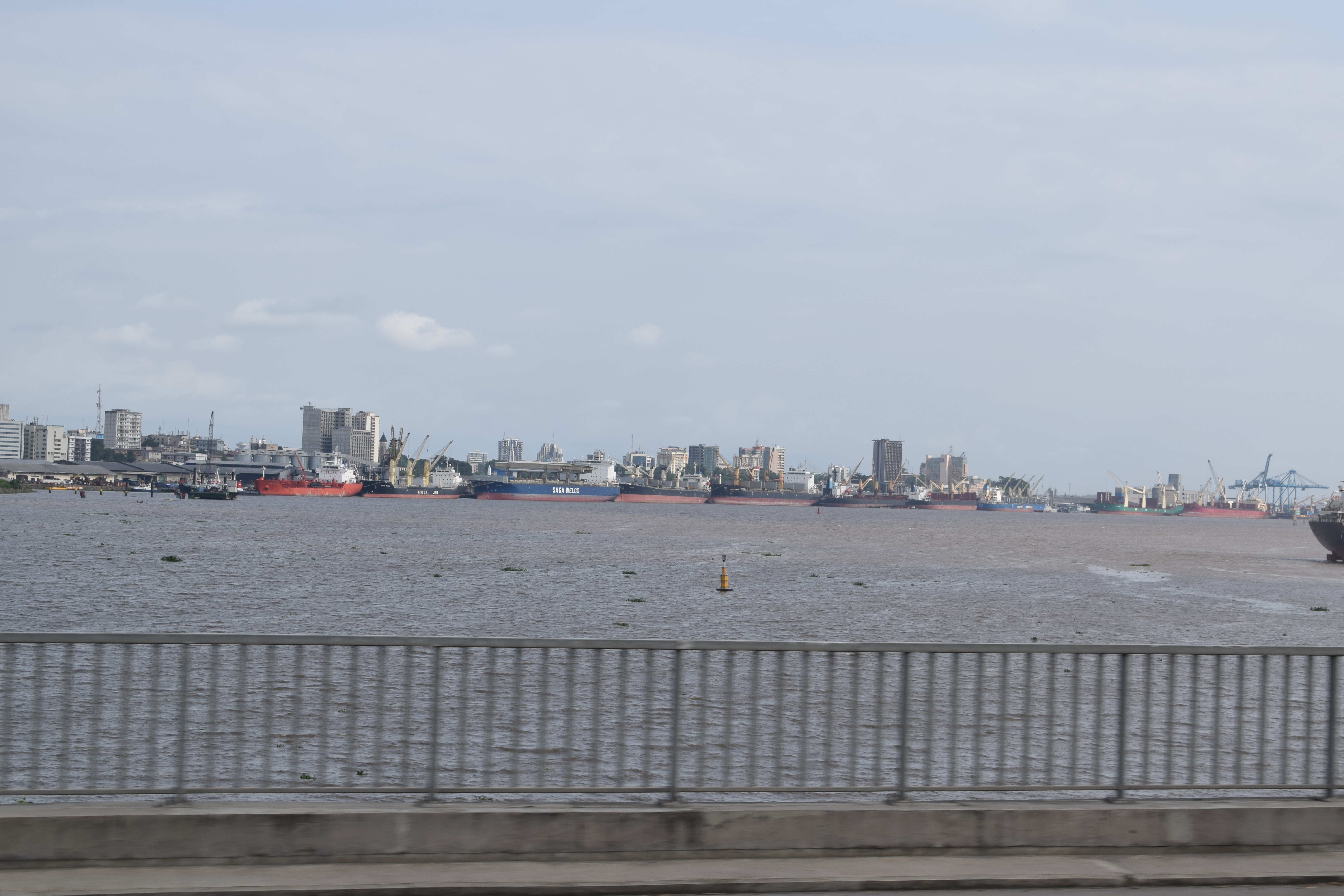

우아리강에서 행해지는 활동
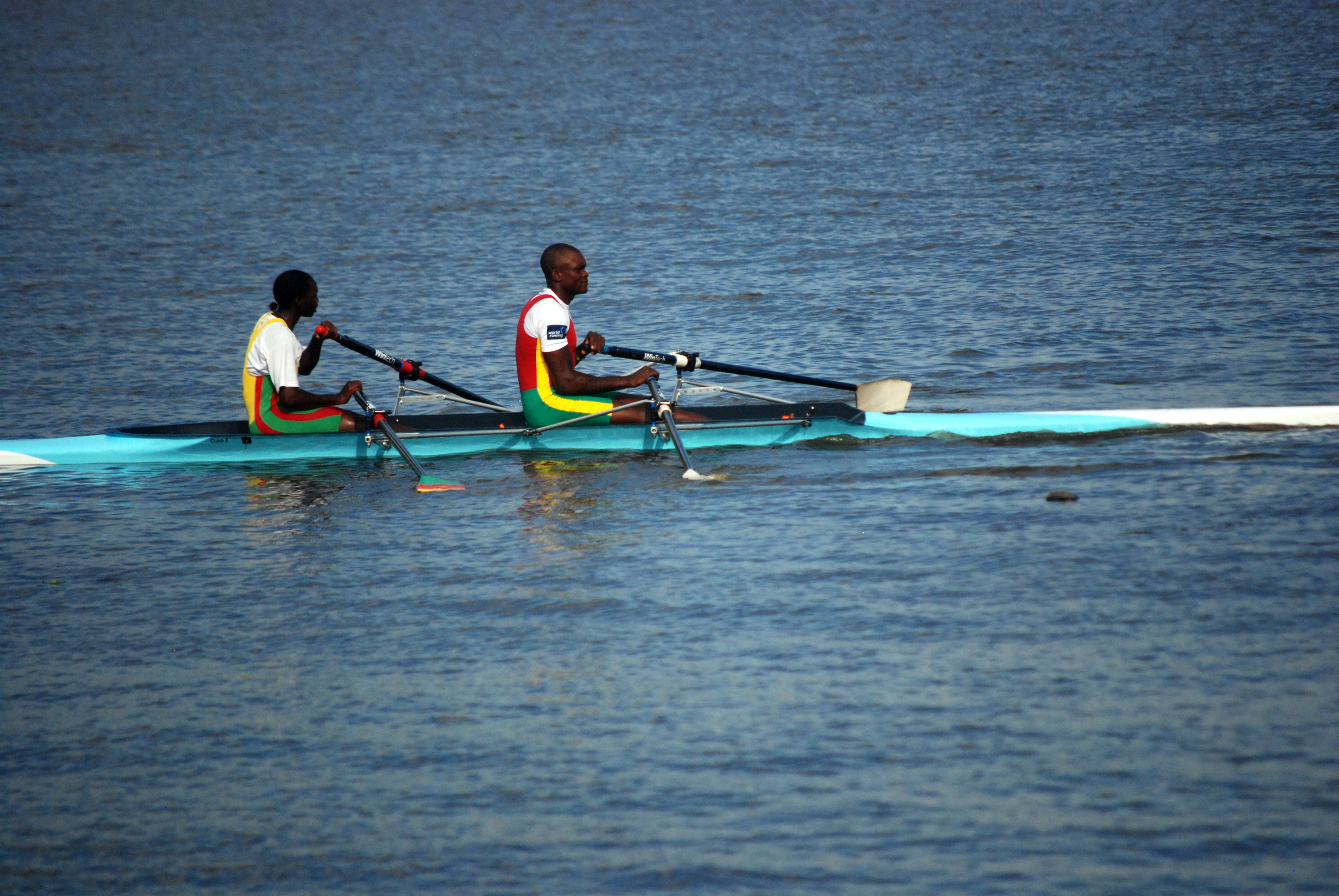
카약 대회
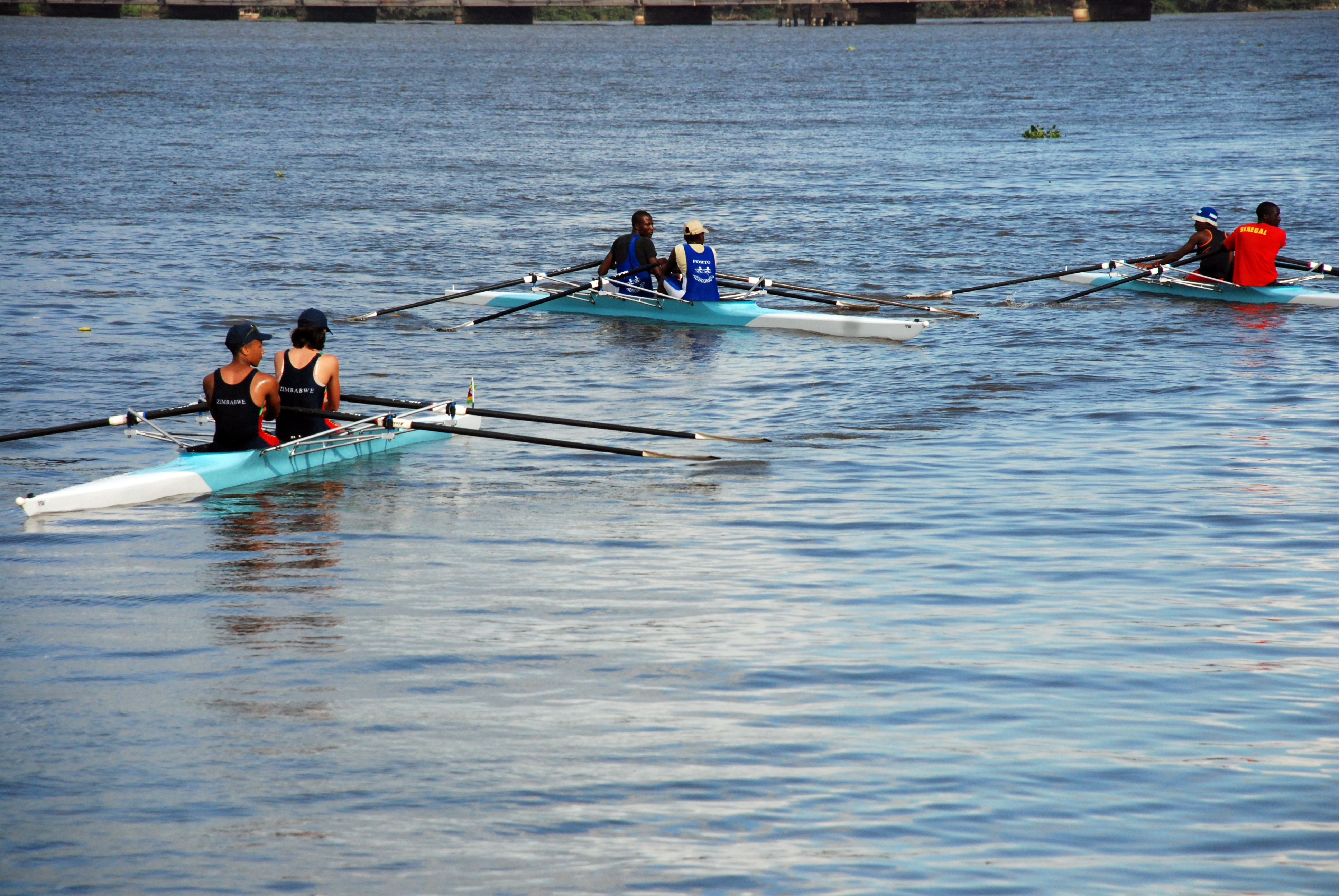
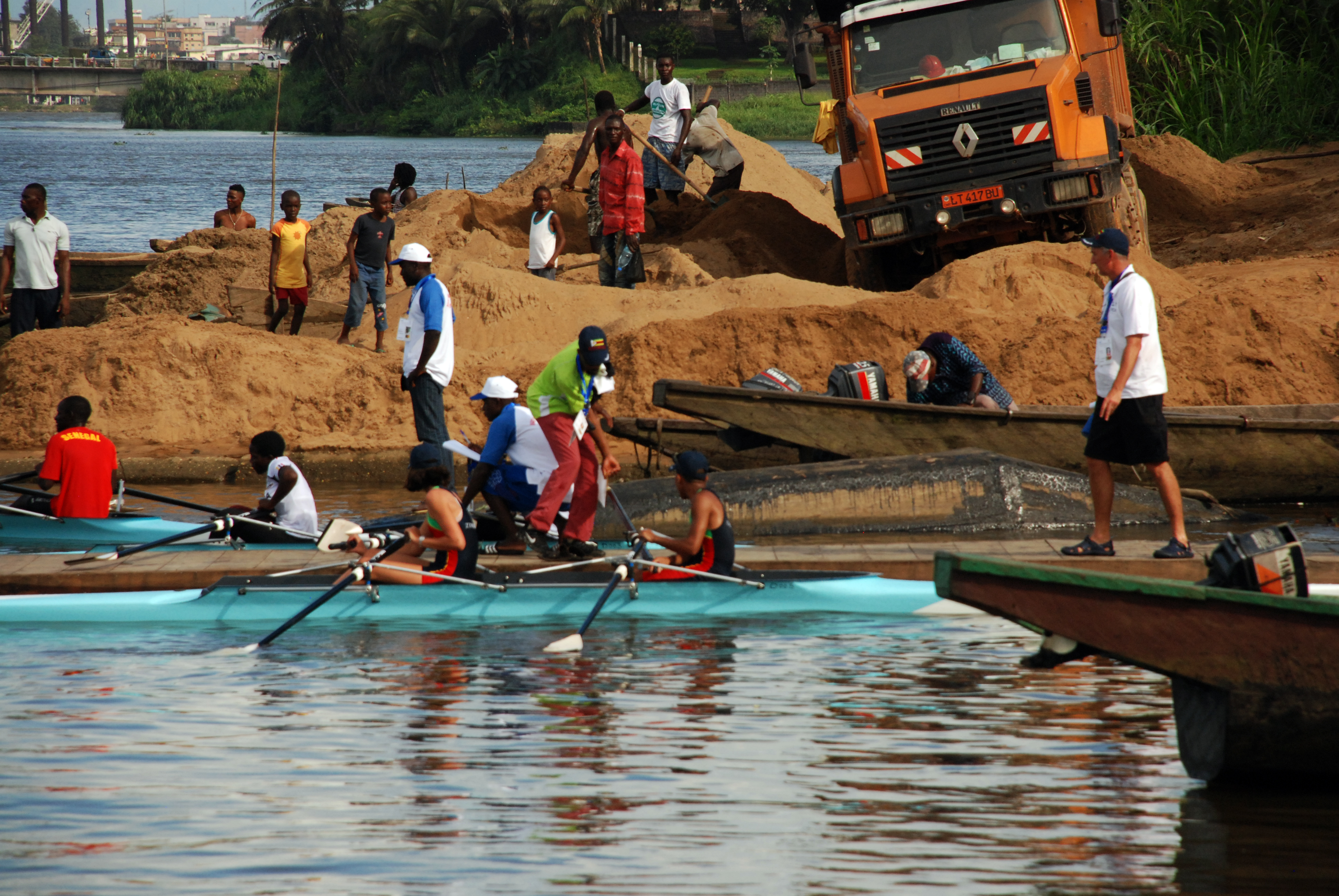
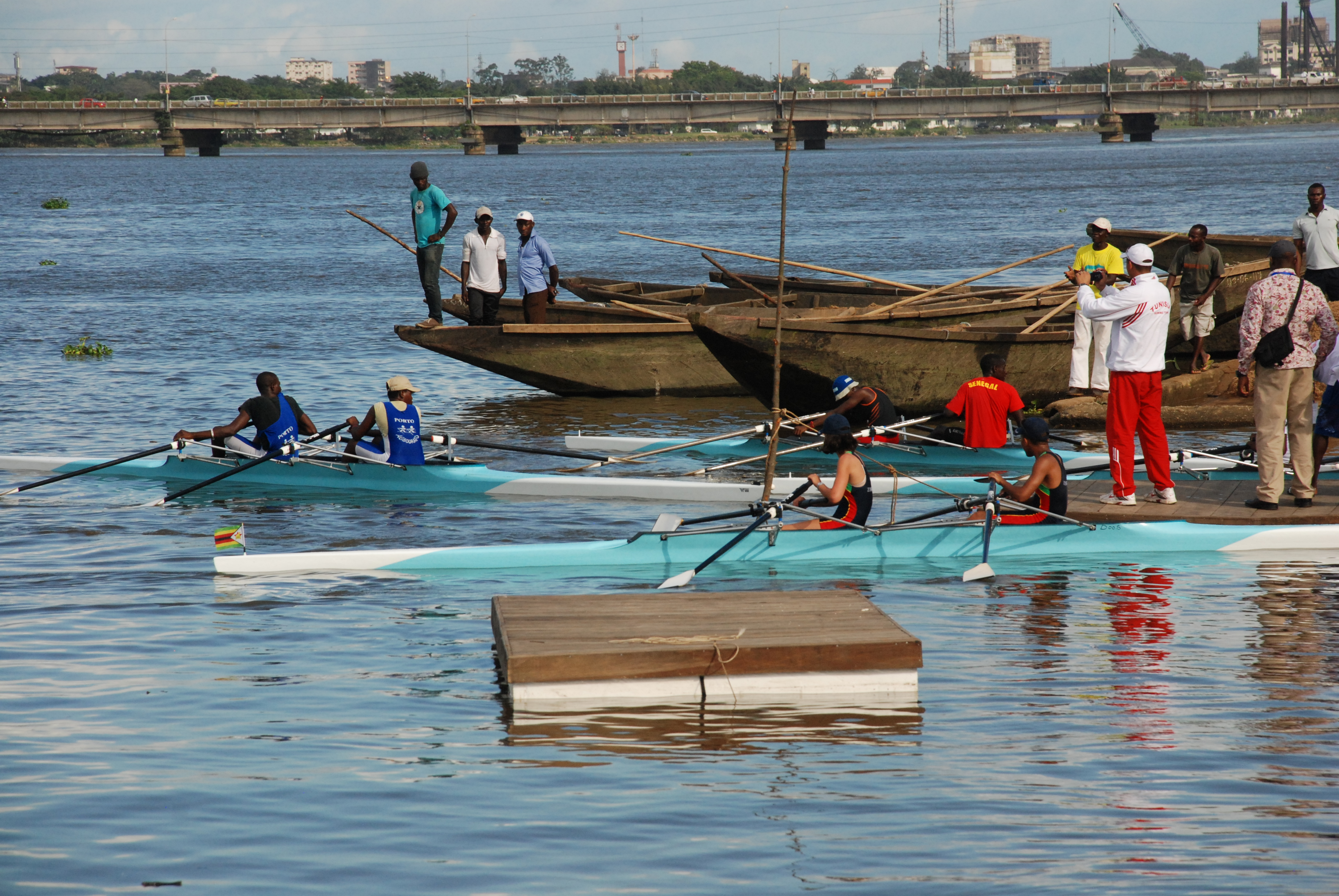
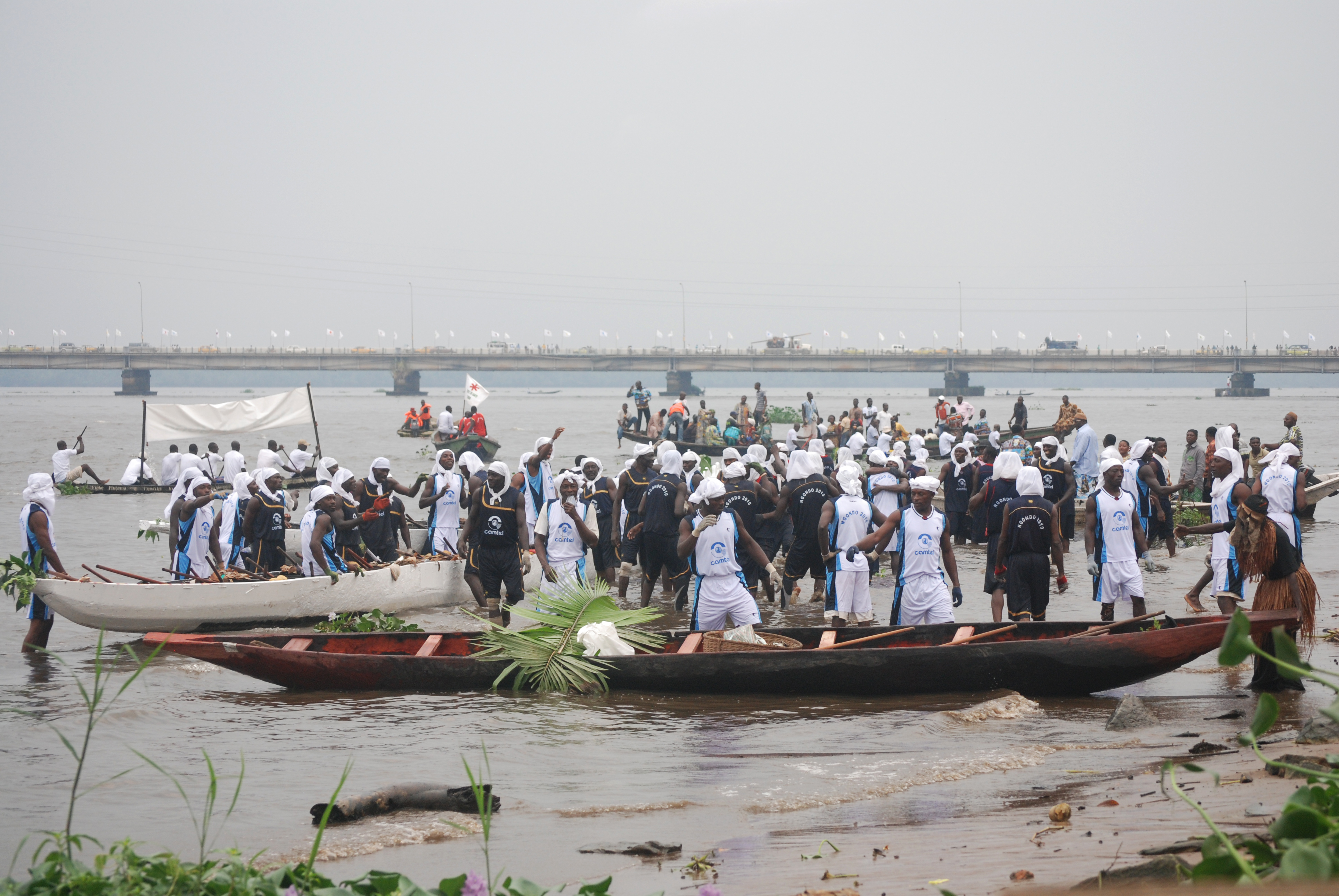
응곤도 축제 중 카누 경주
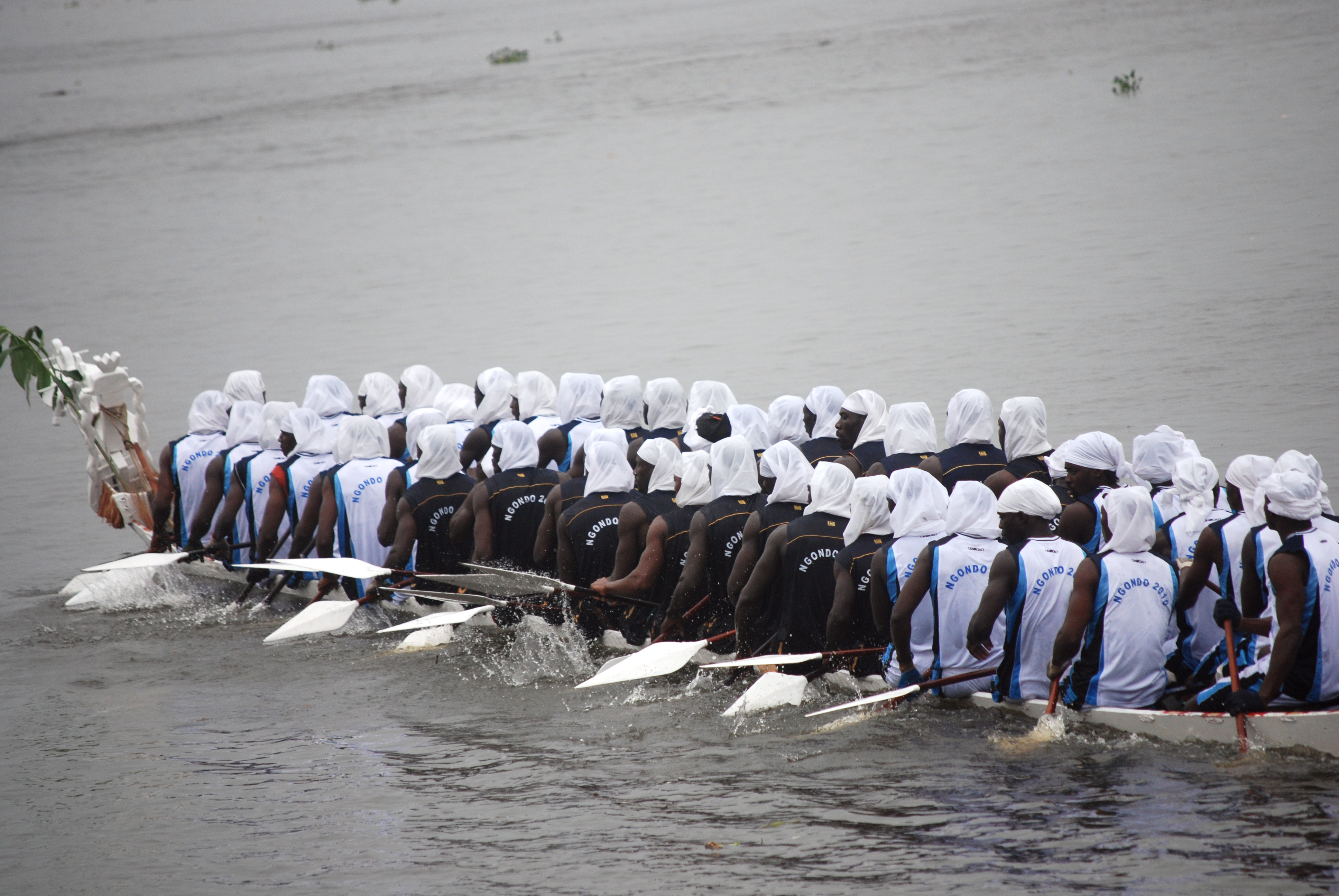
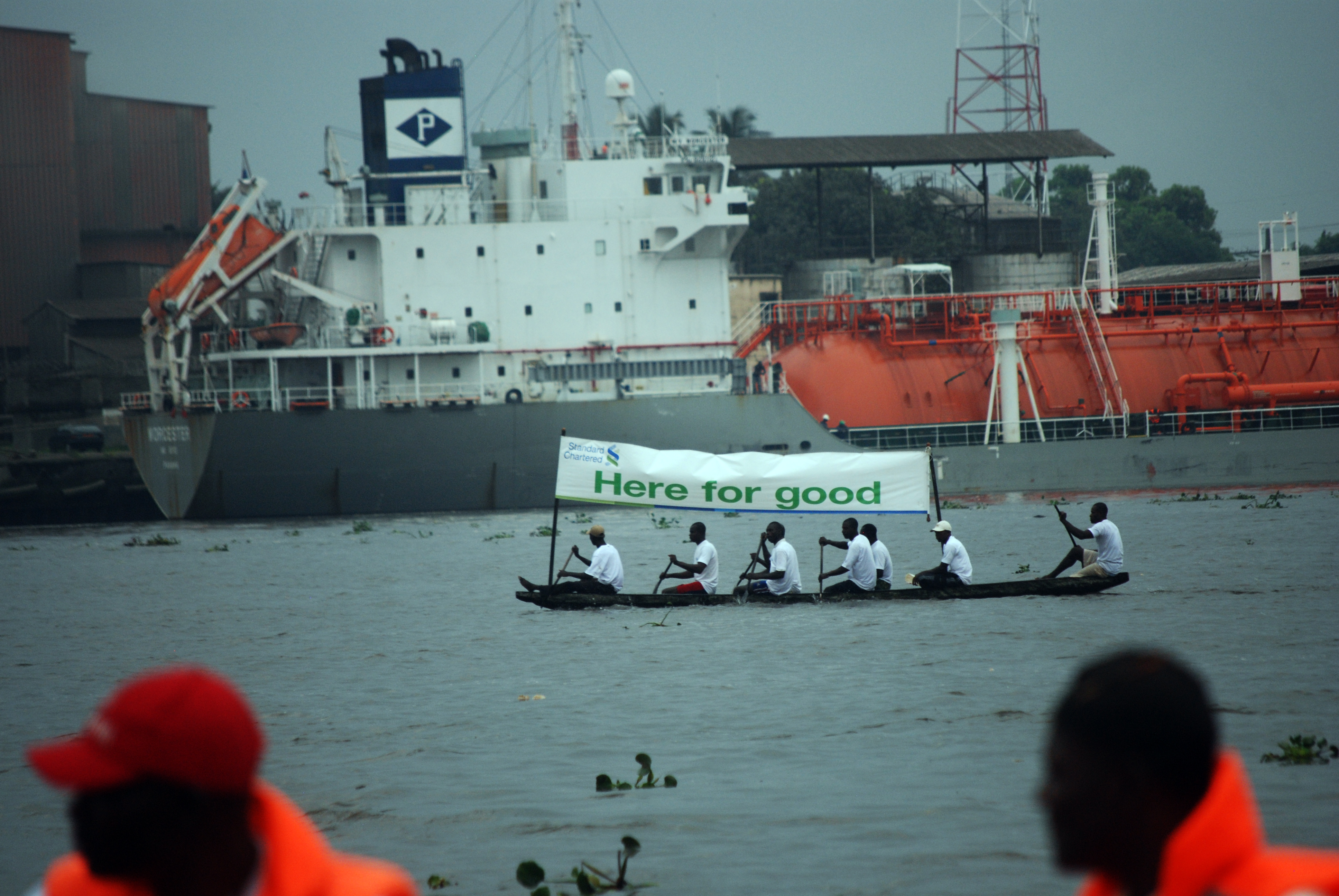
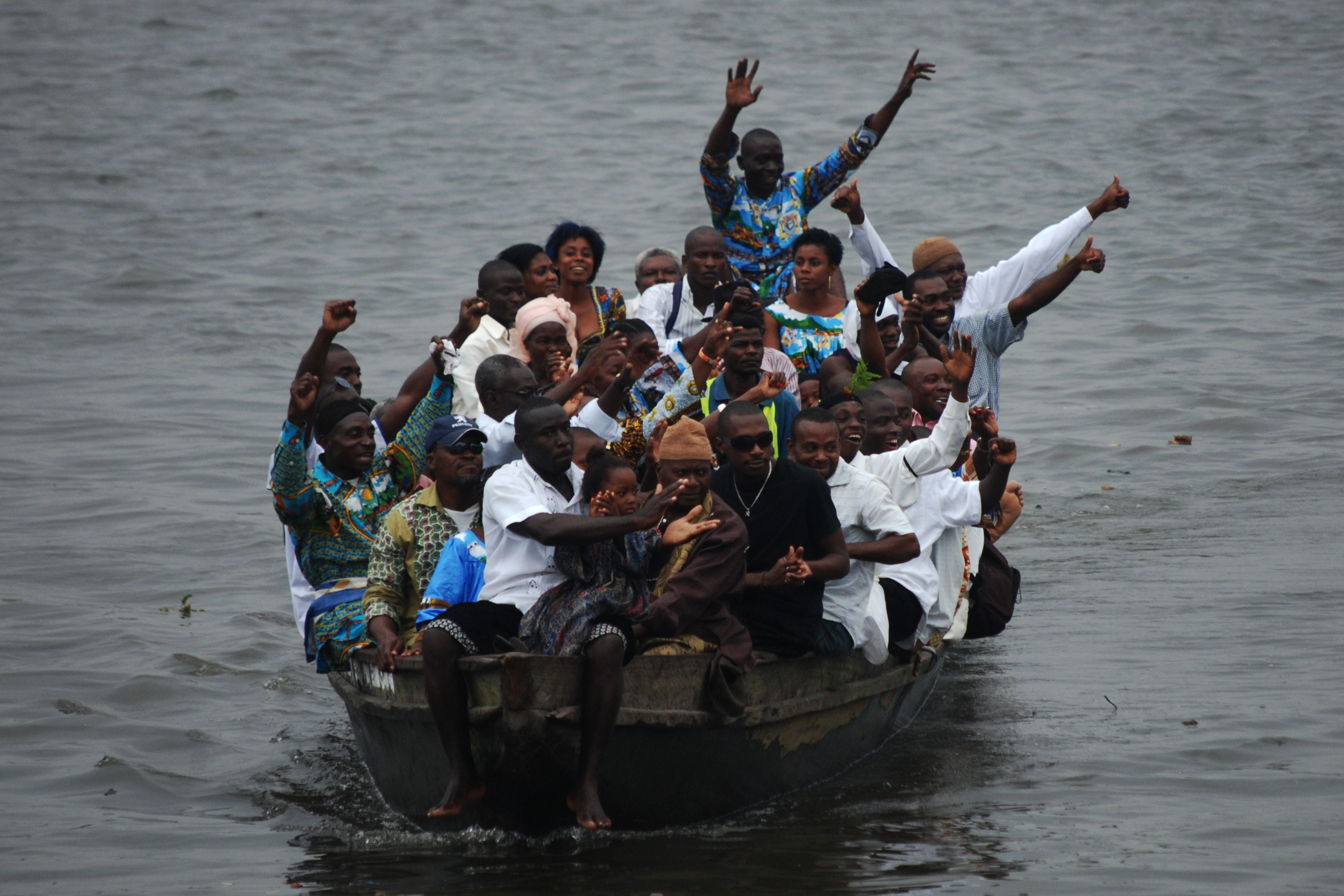
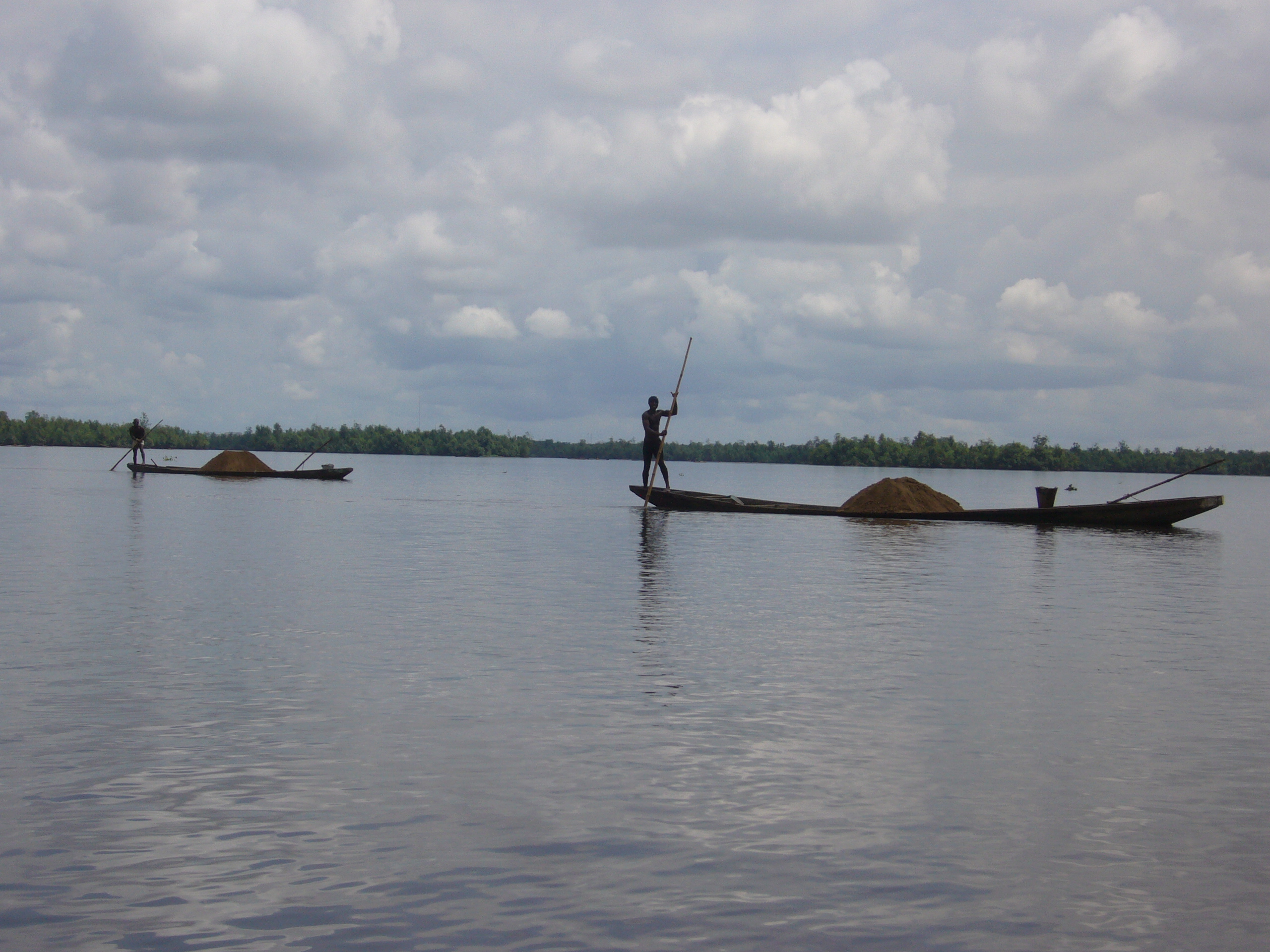
우아리강의 모래 채취
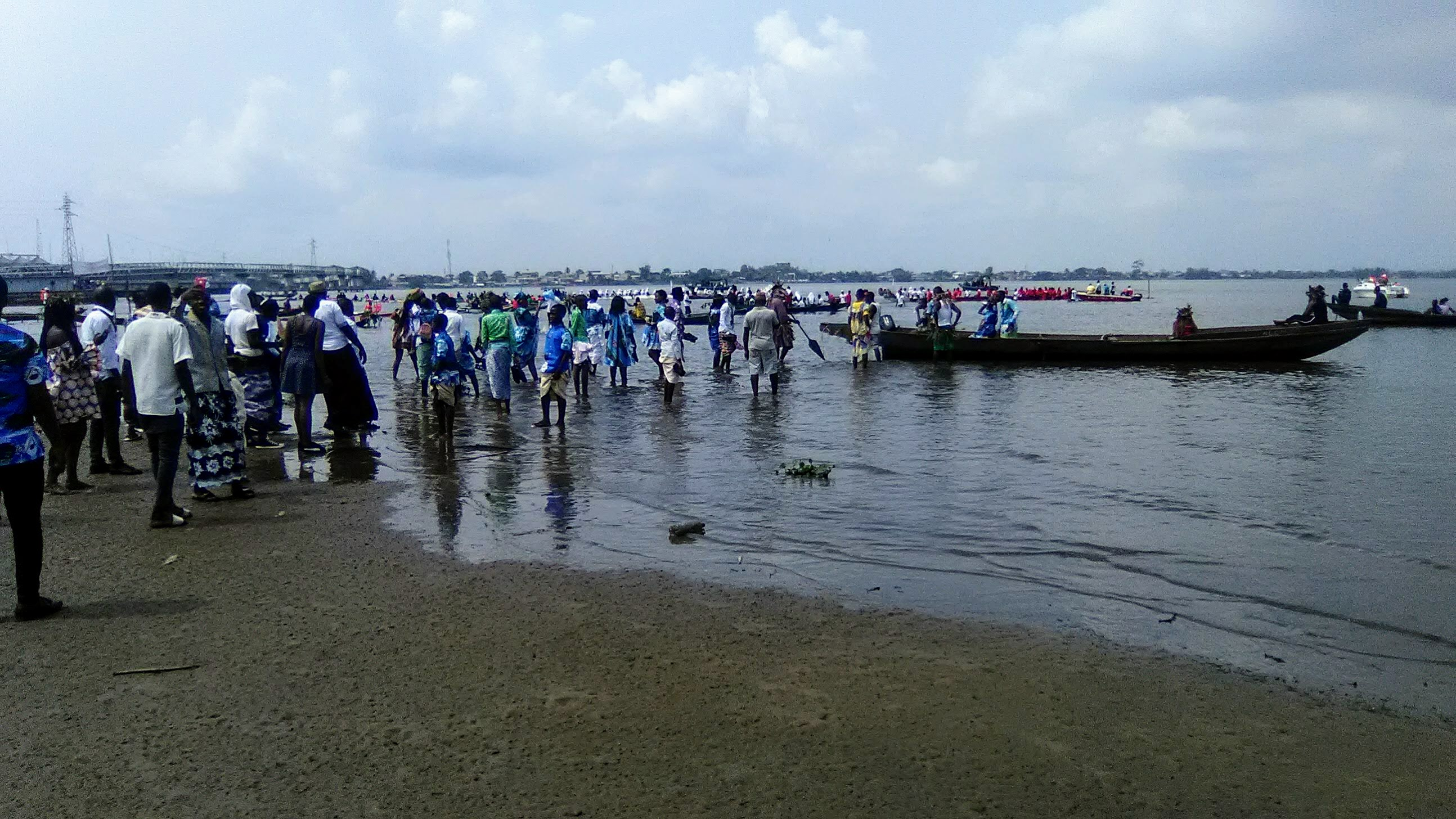
응곤도 축제 기간 동안의 우아리강 둑 풍경
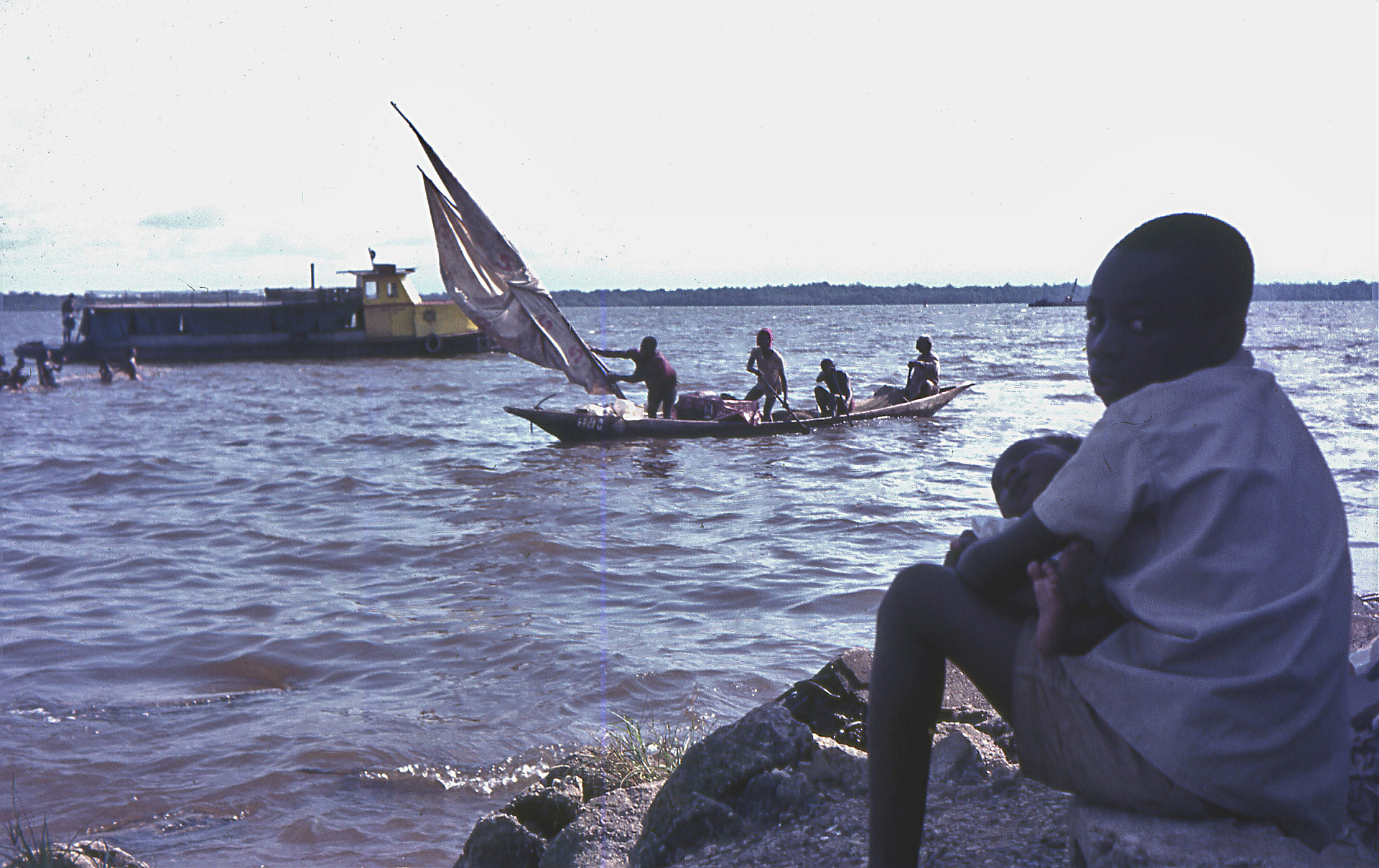
우아리강의 어부들
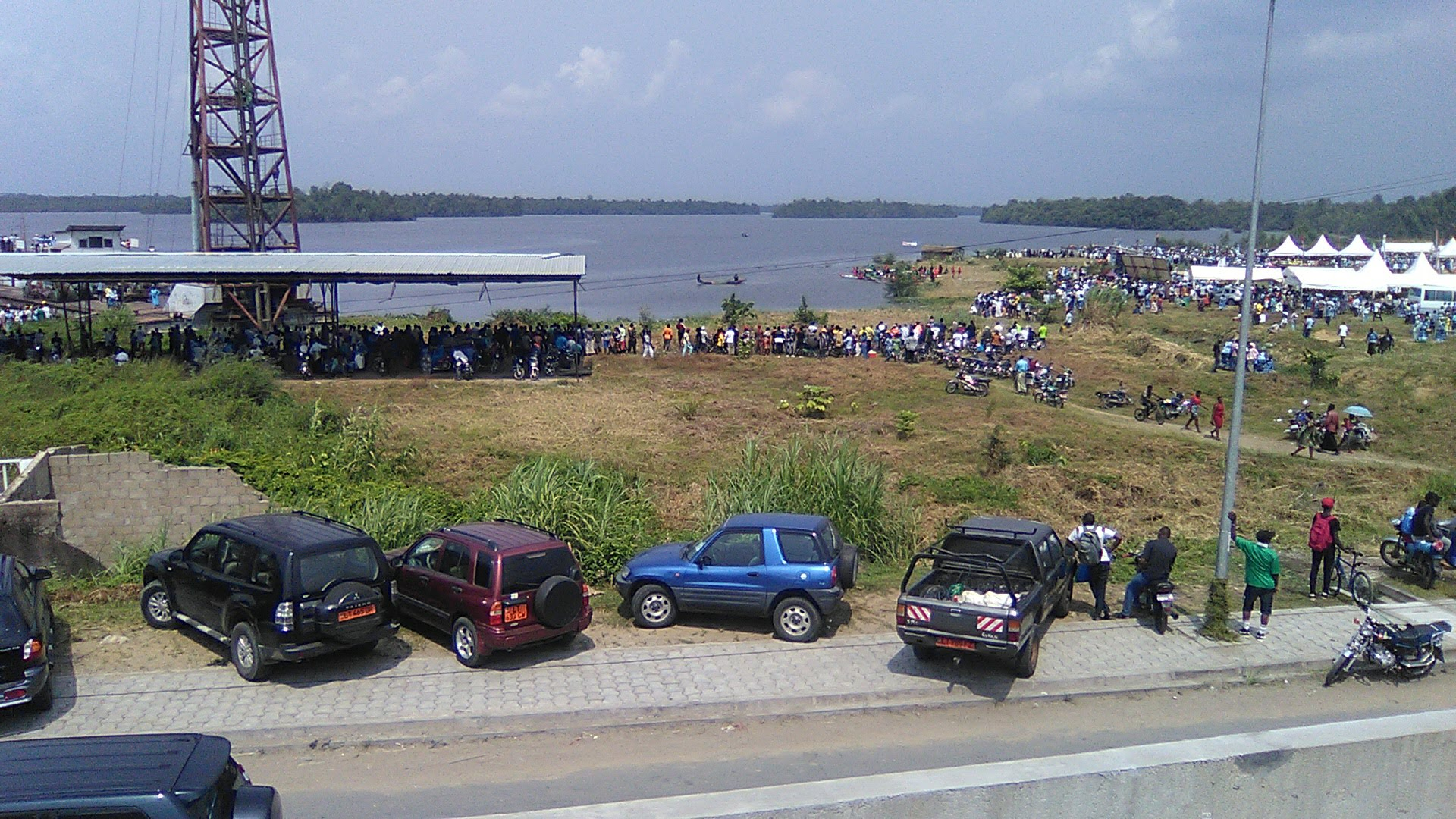
응곤도 축제 기간 동안의 우아리강 둑 풍경
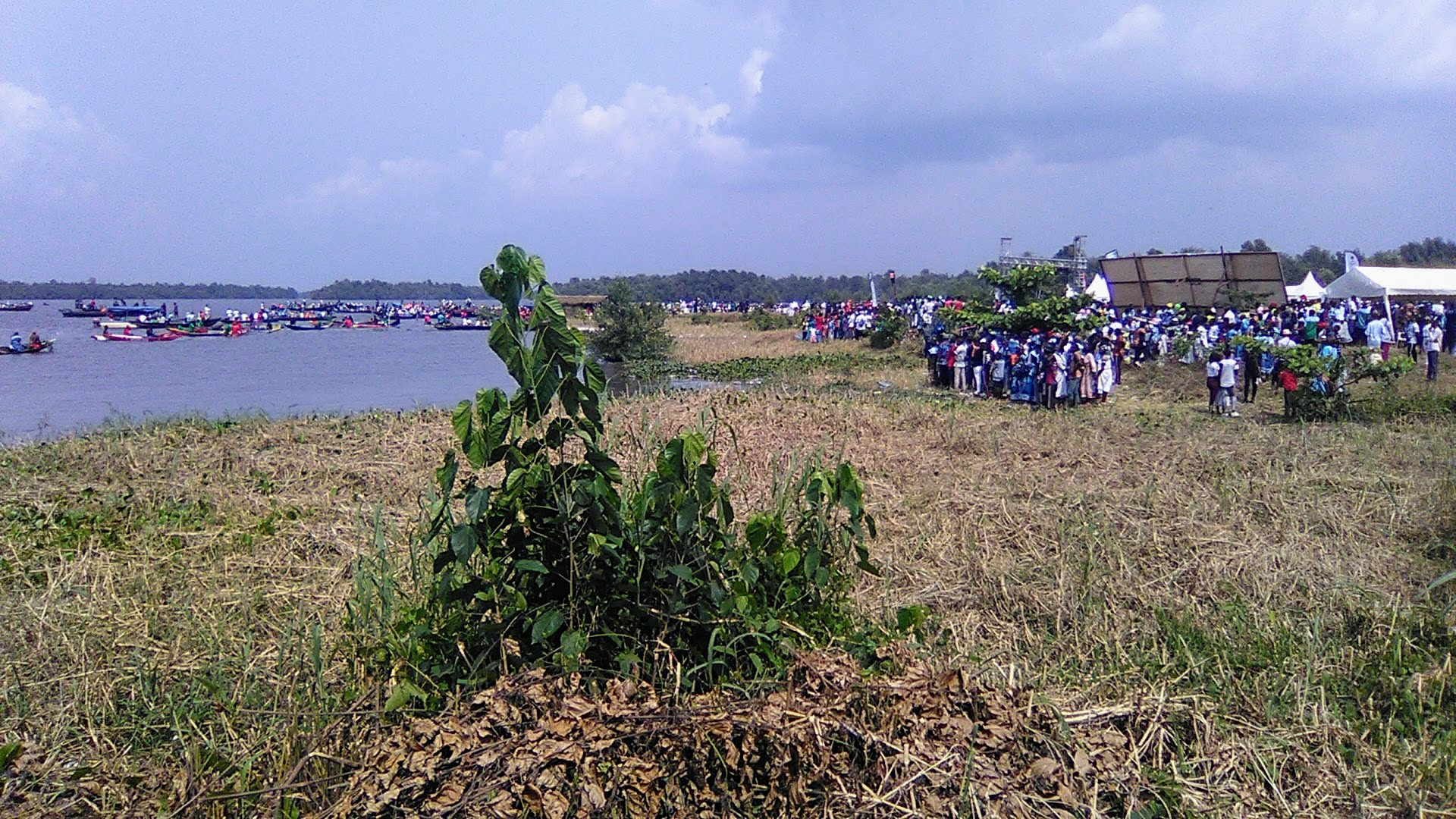
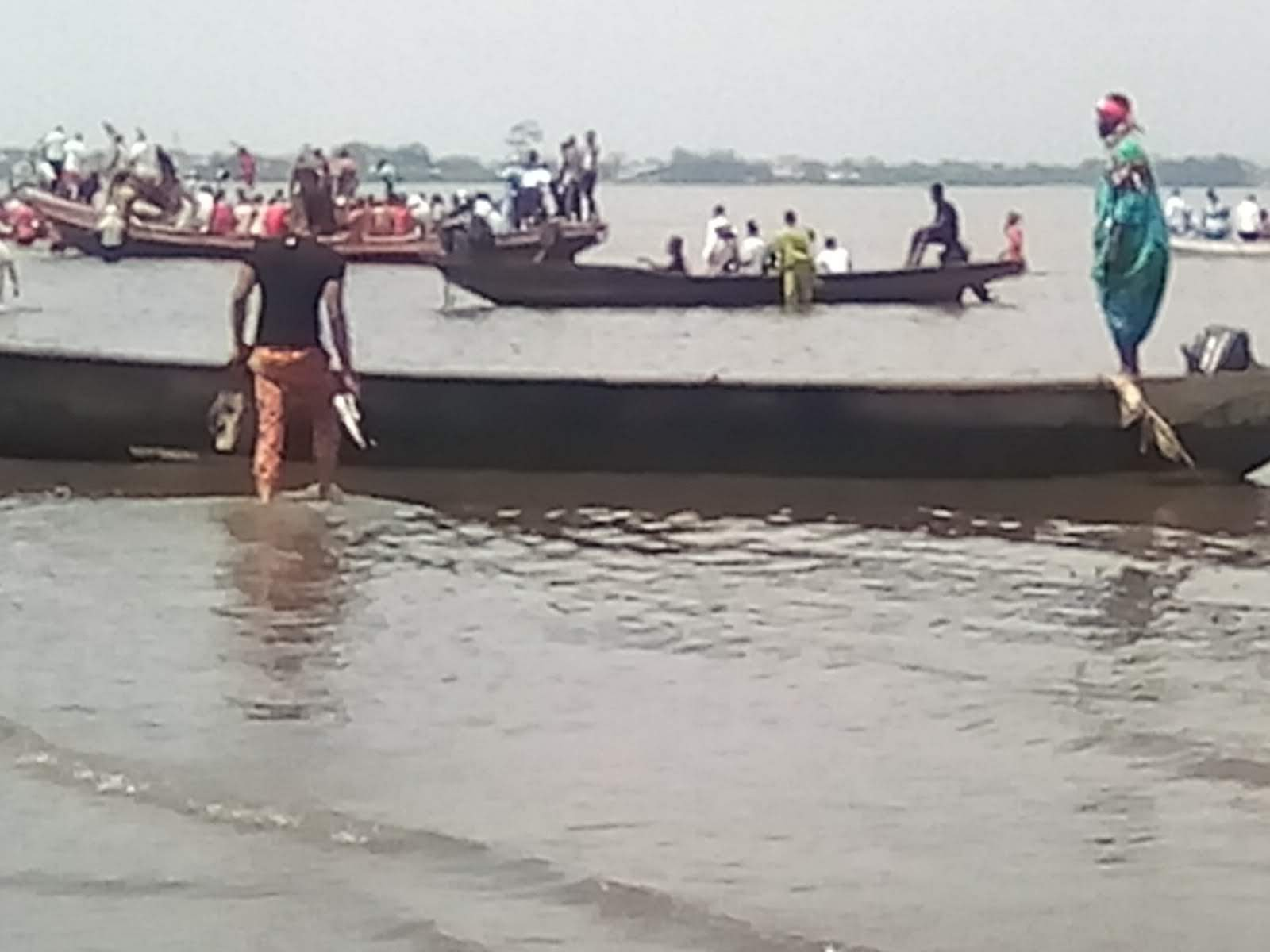
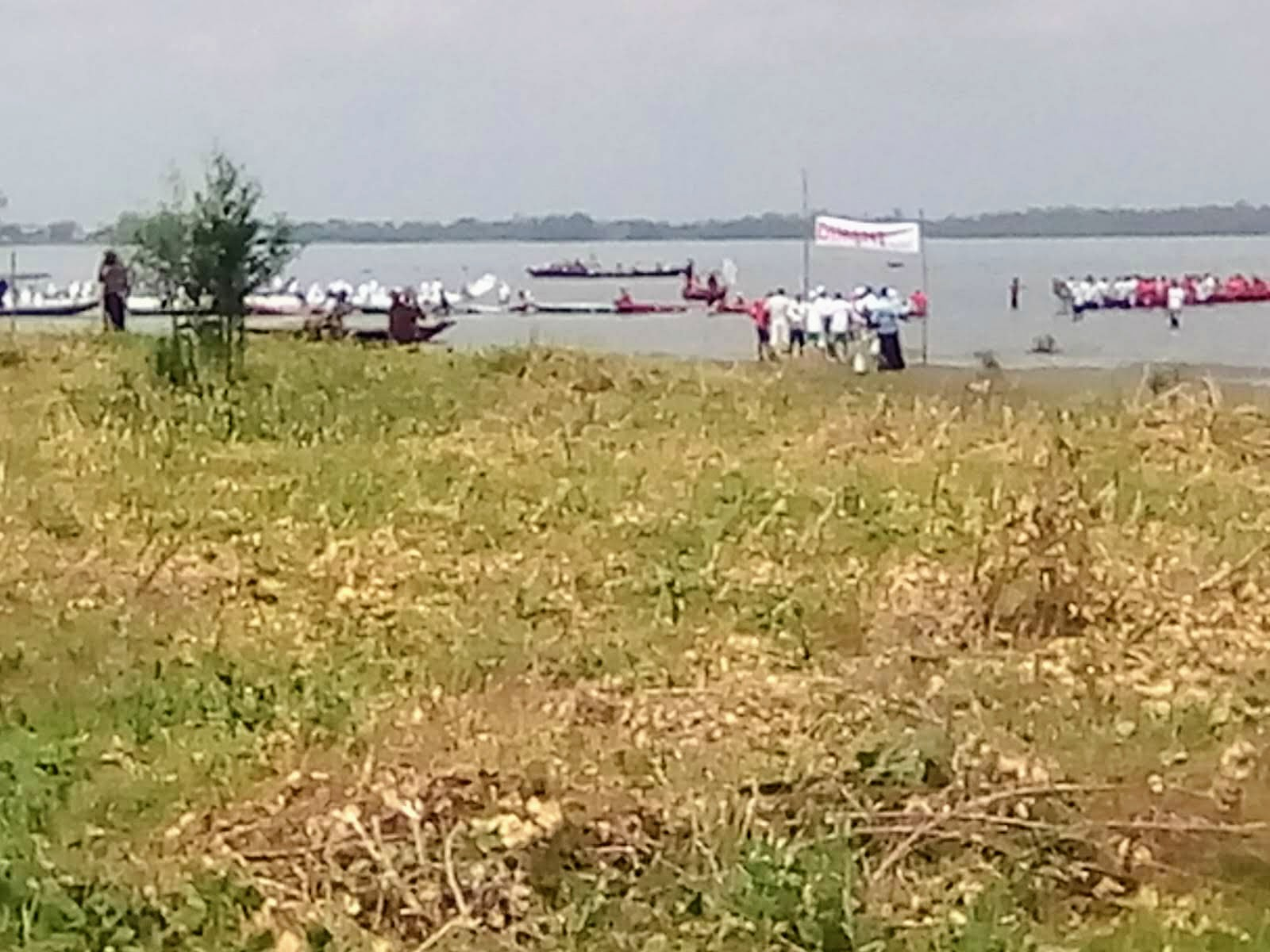
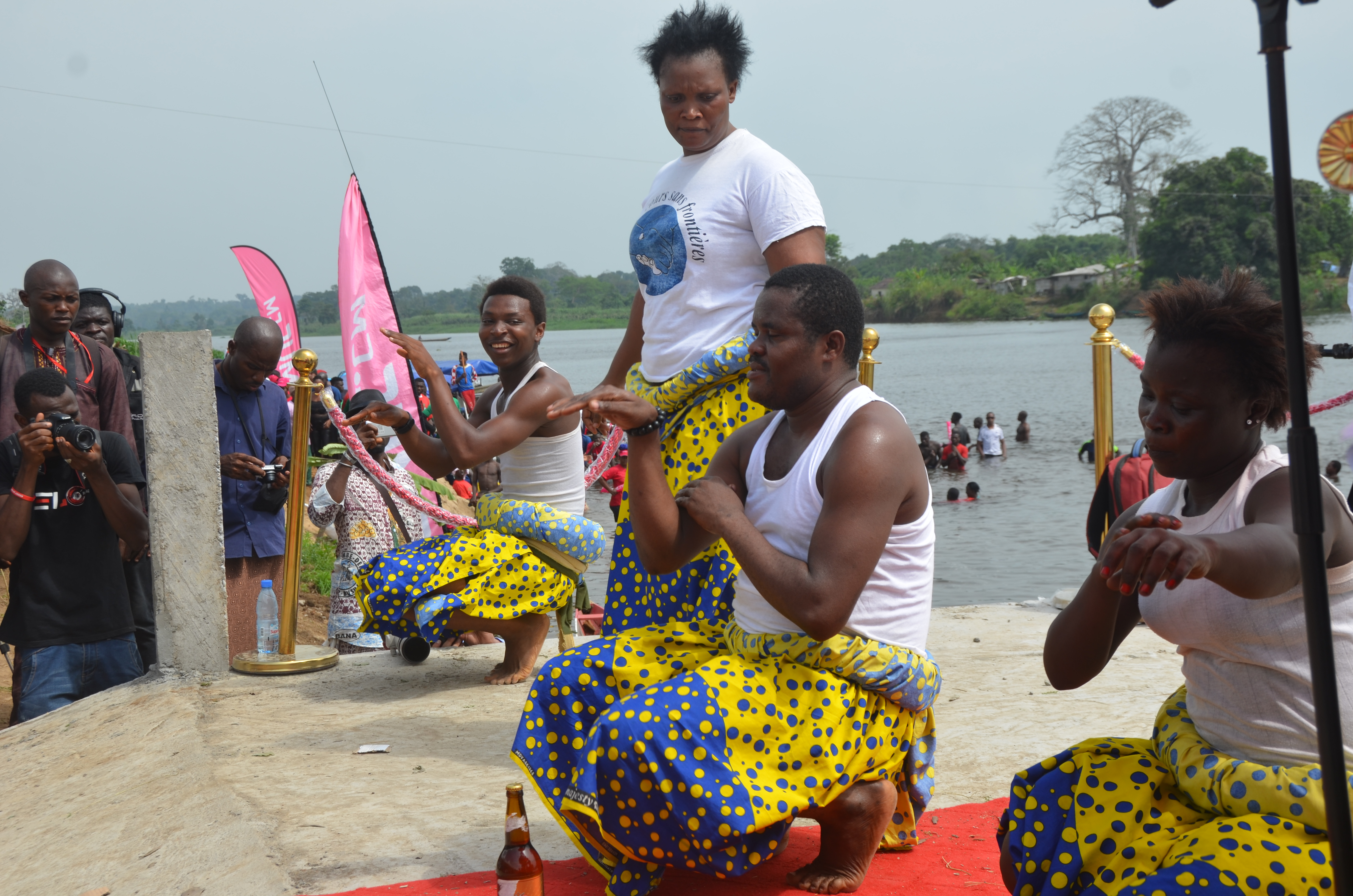
응곤도 축제 중 댄스 그룹
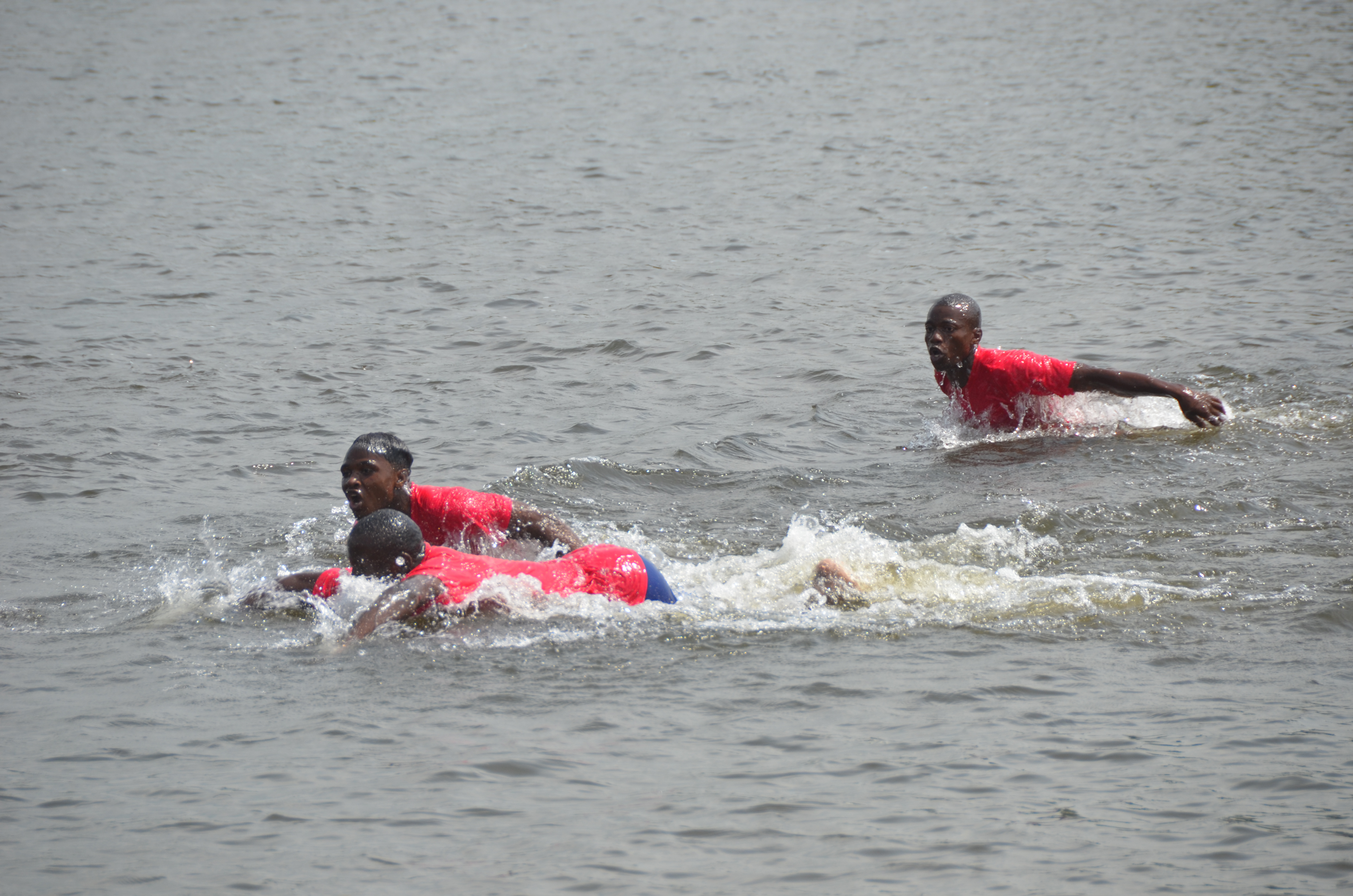
수영 대회
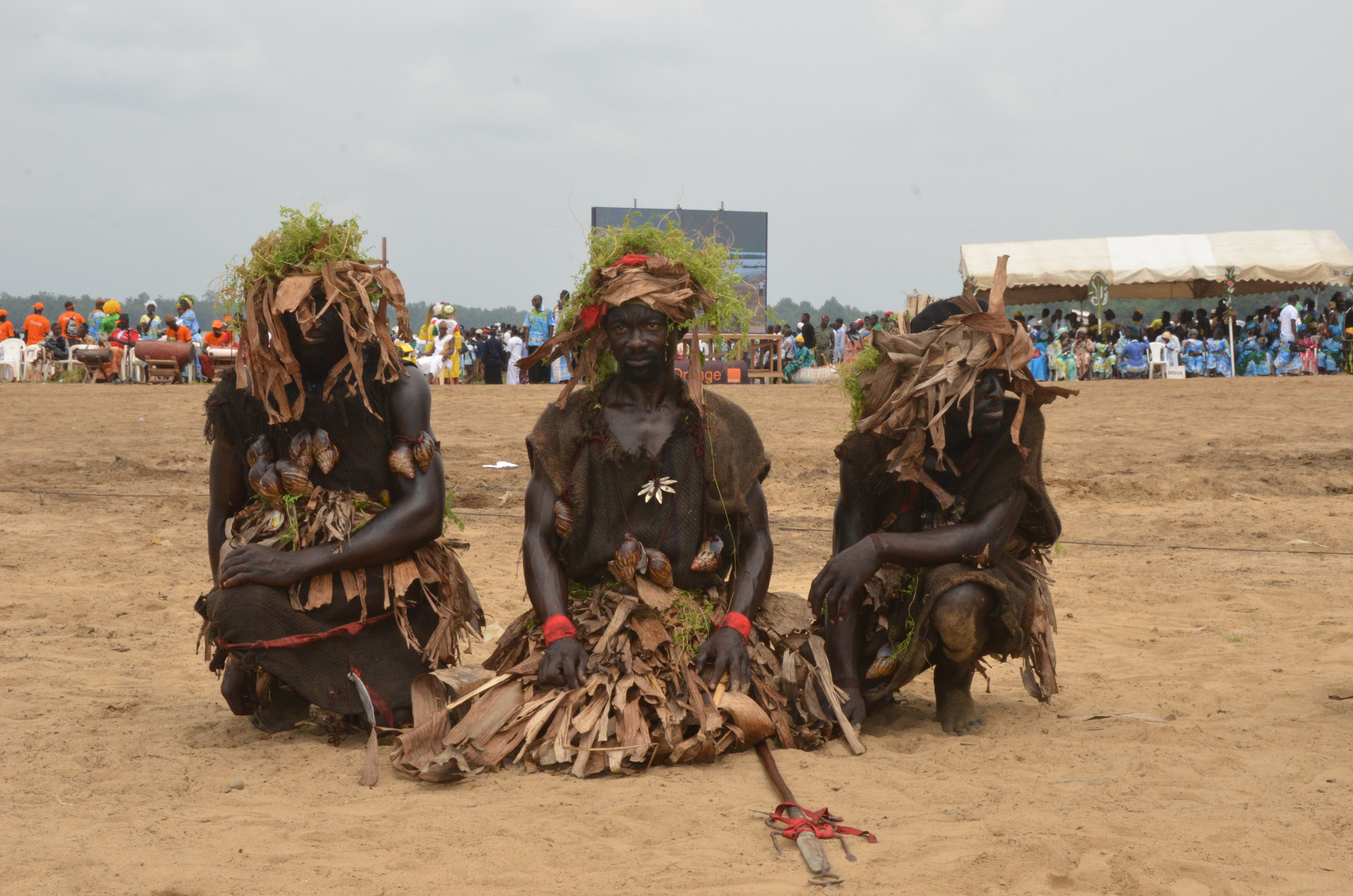
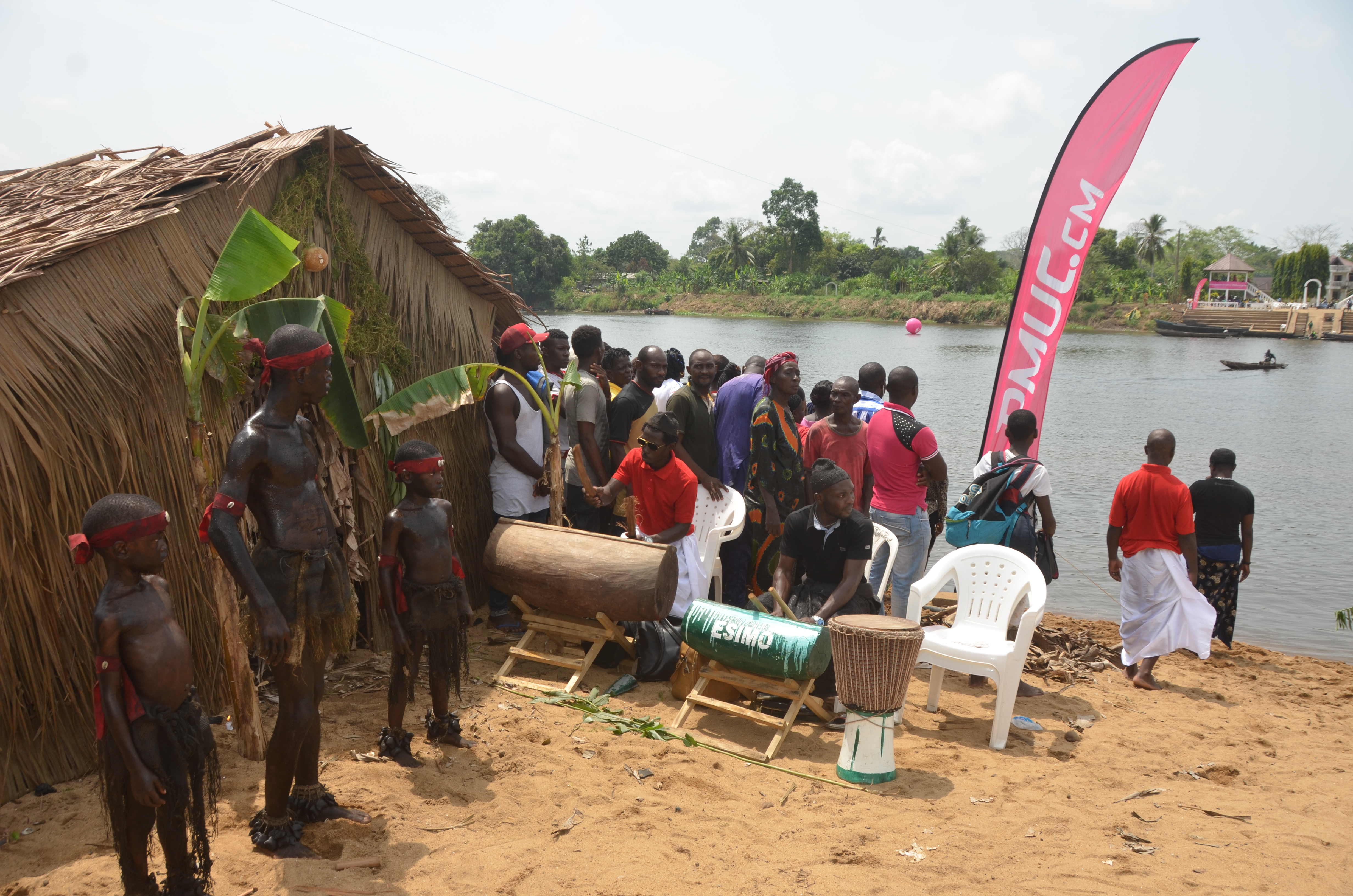
우아리강 둑을 따라 행해지는 전통 의식
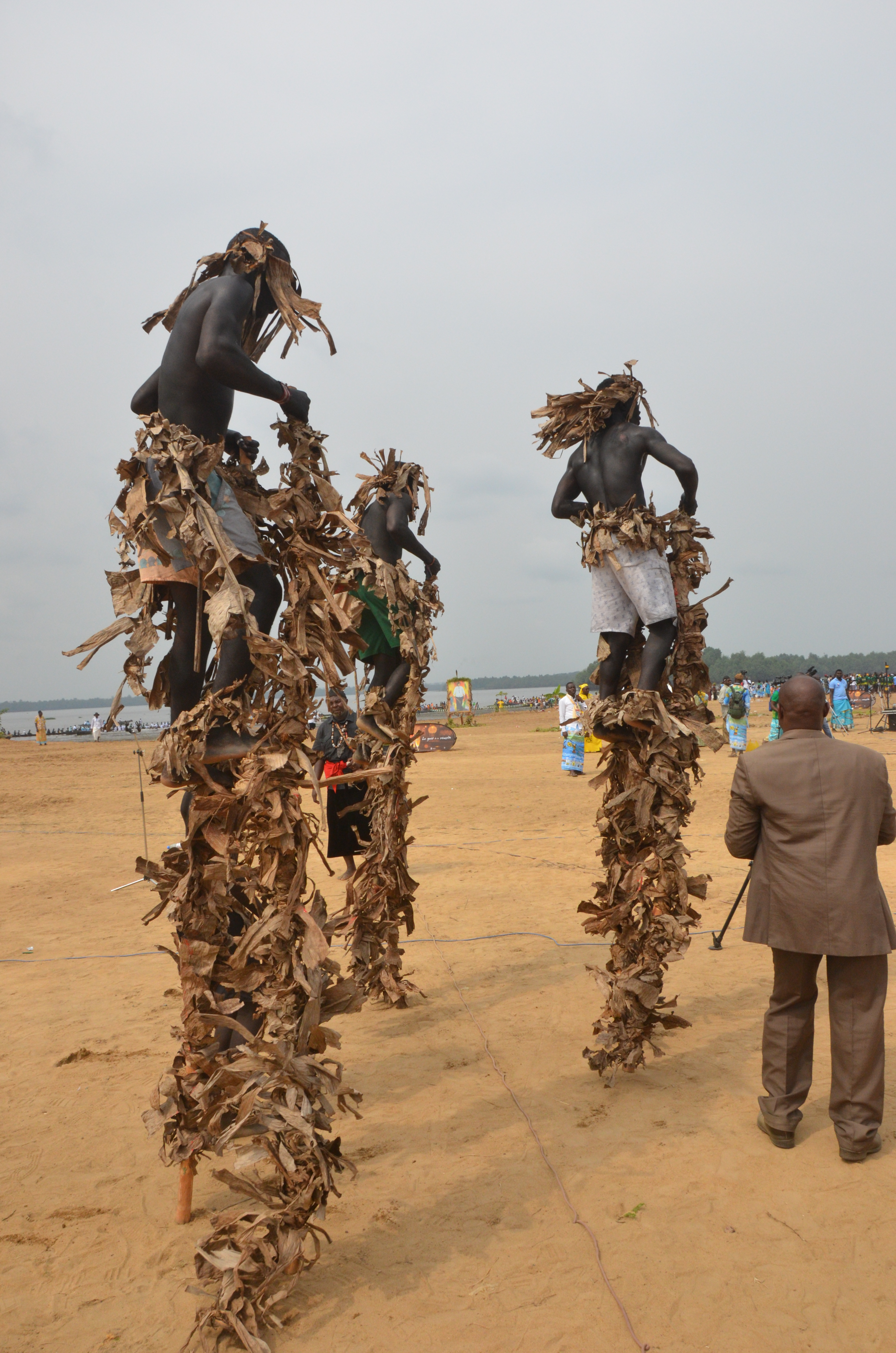
문화 댄스 공연
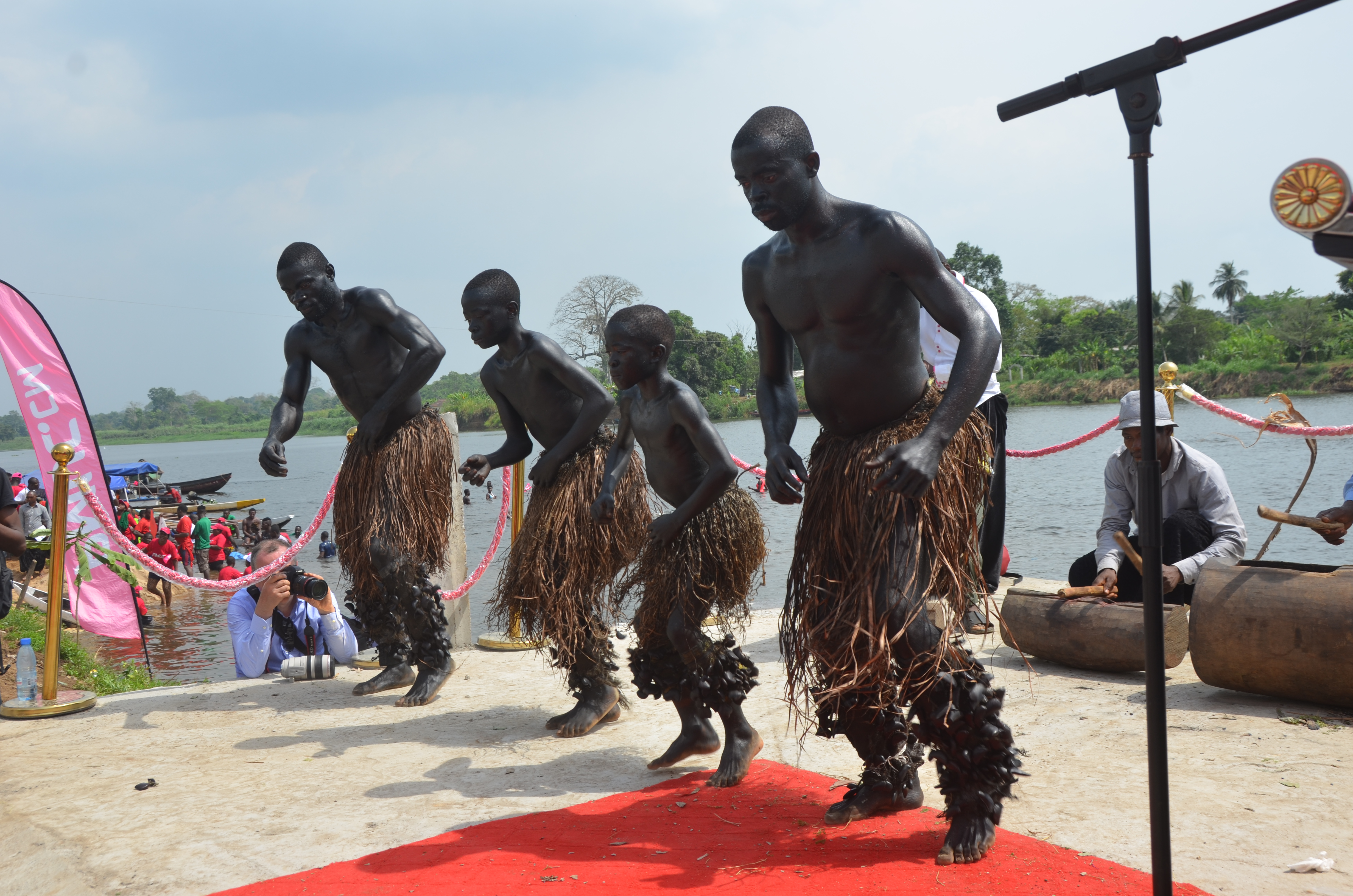
응곤도 축제 중 우아리강 둑에서의 댄스 공연
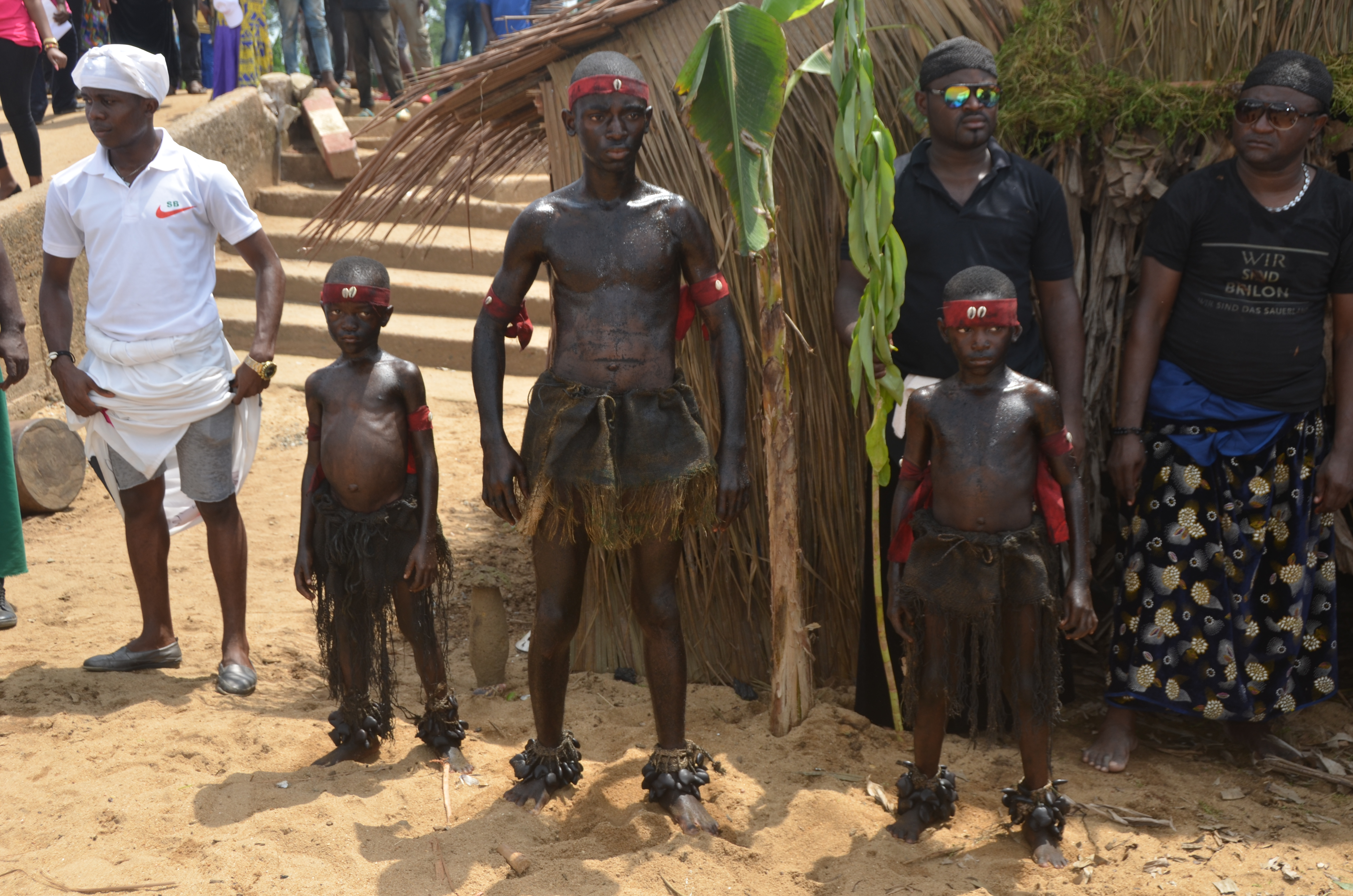
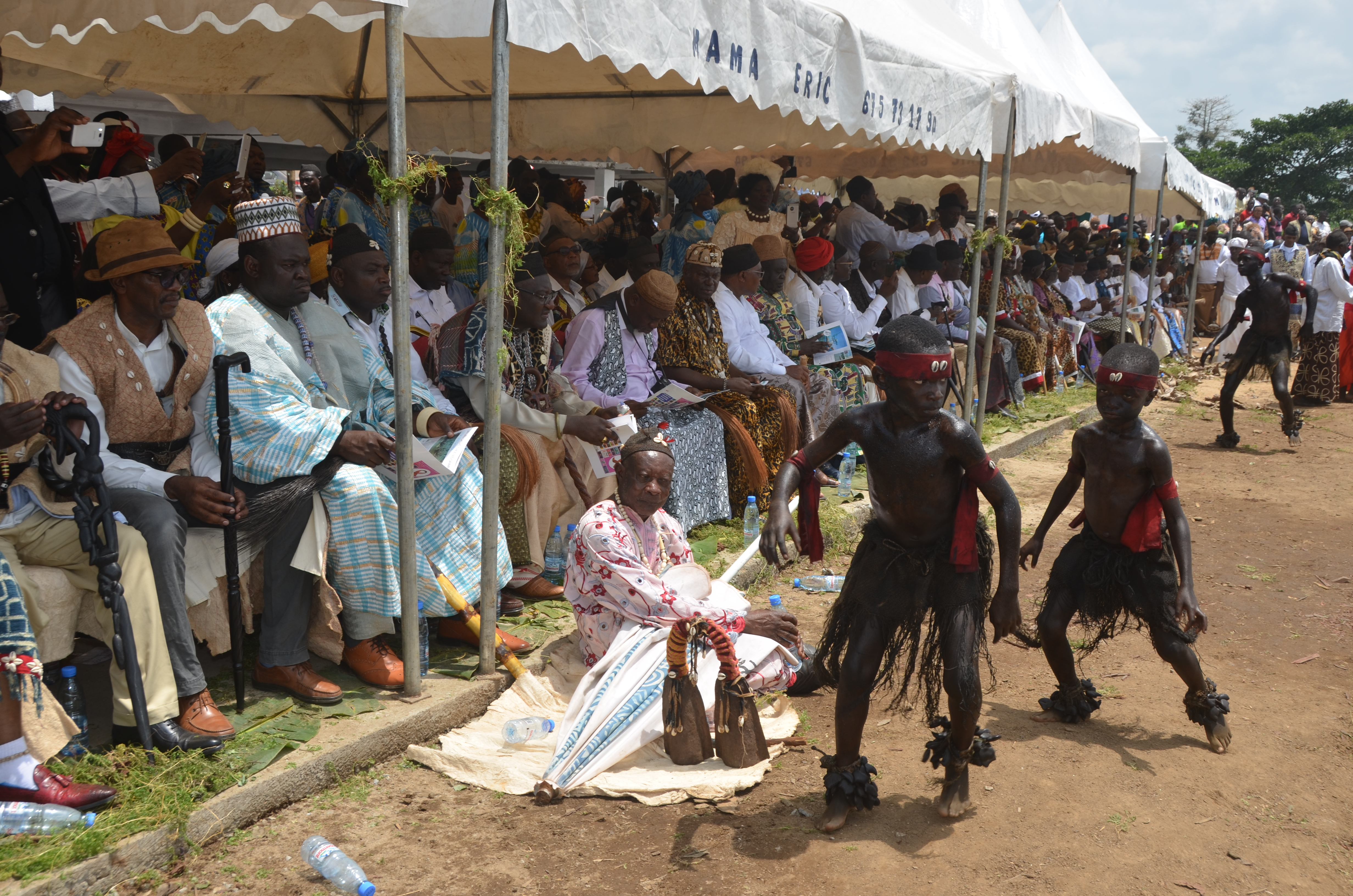
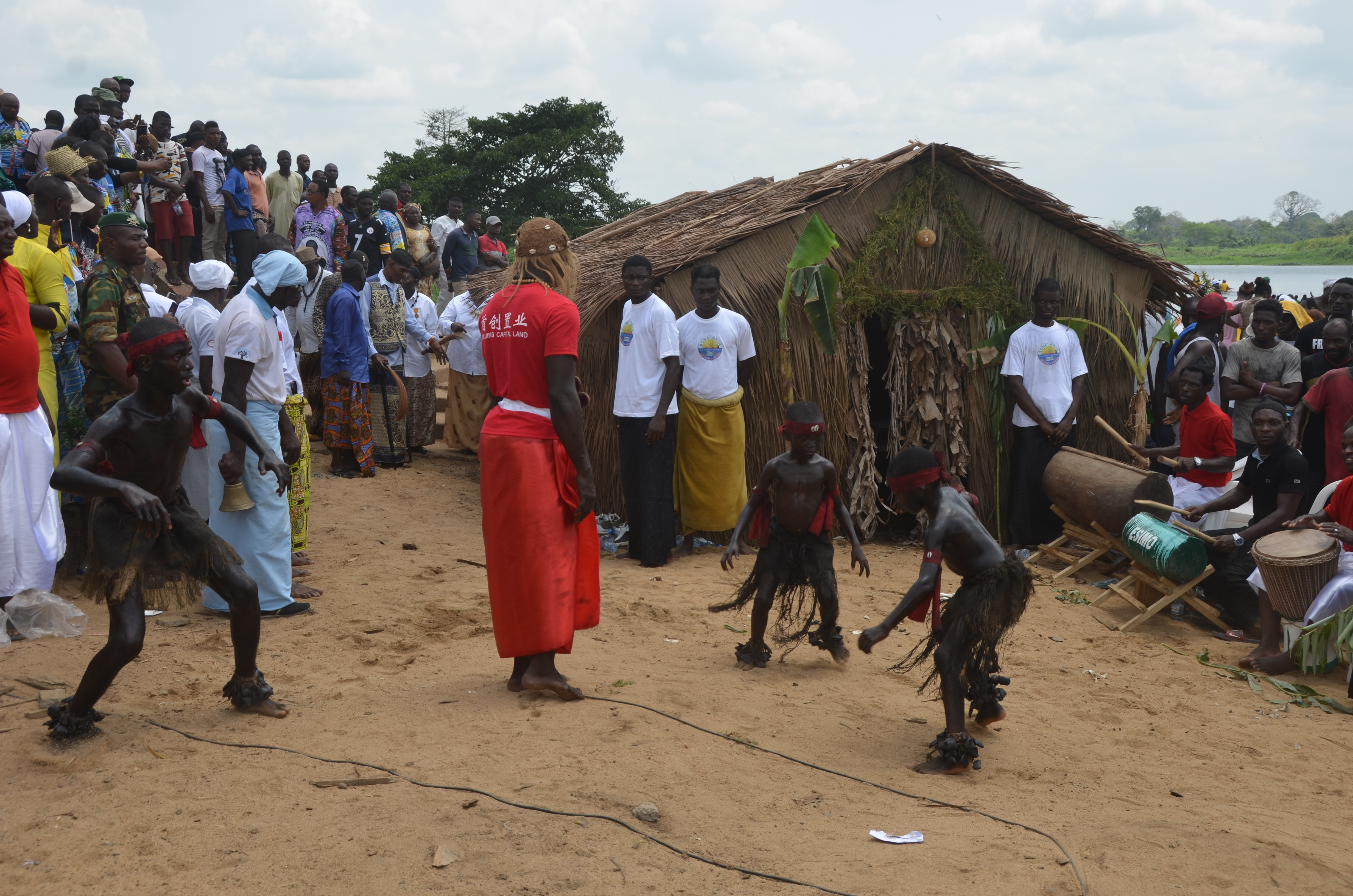
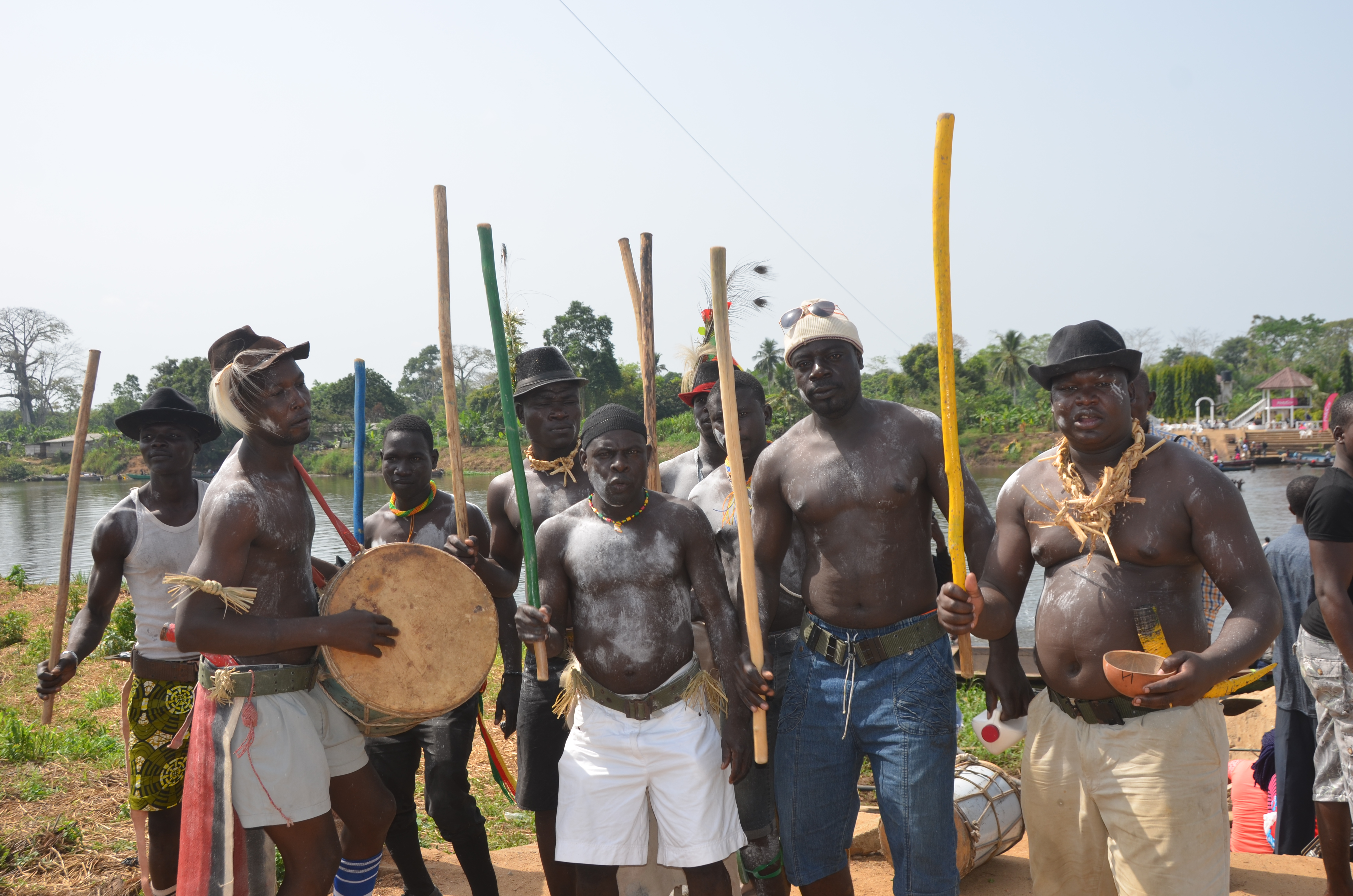
우아리강 둑에서의 응곤도 축제 활동
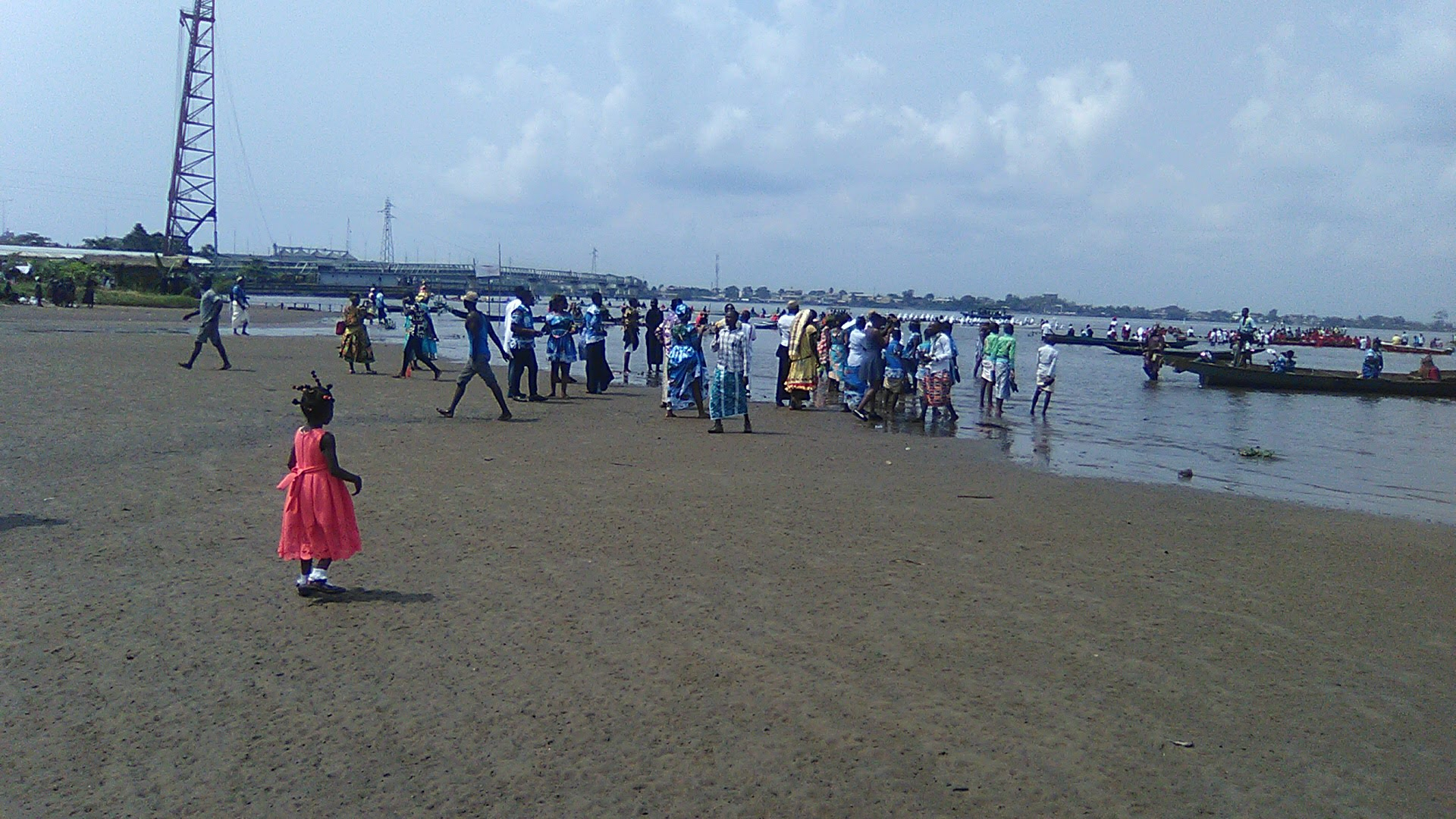
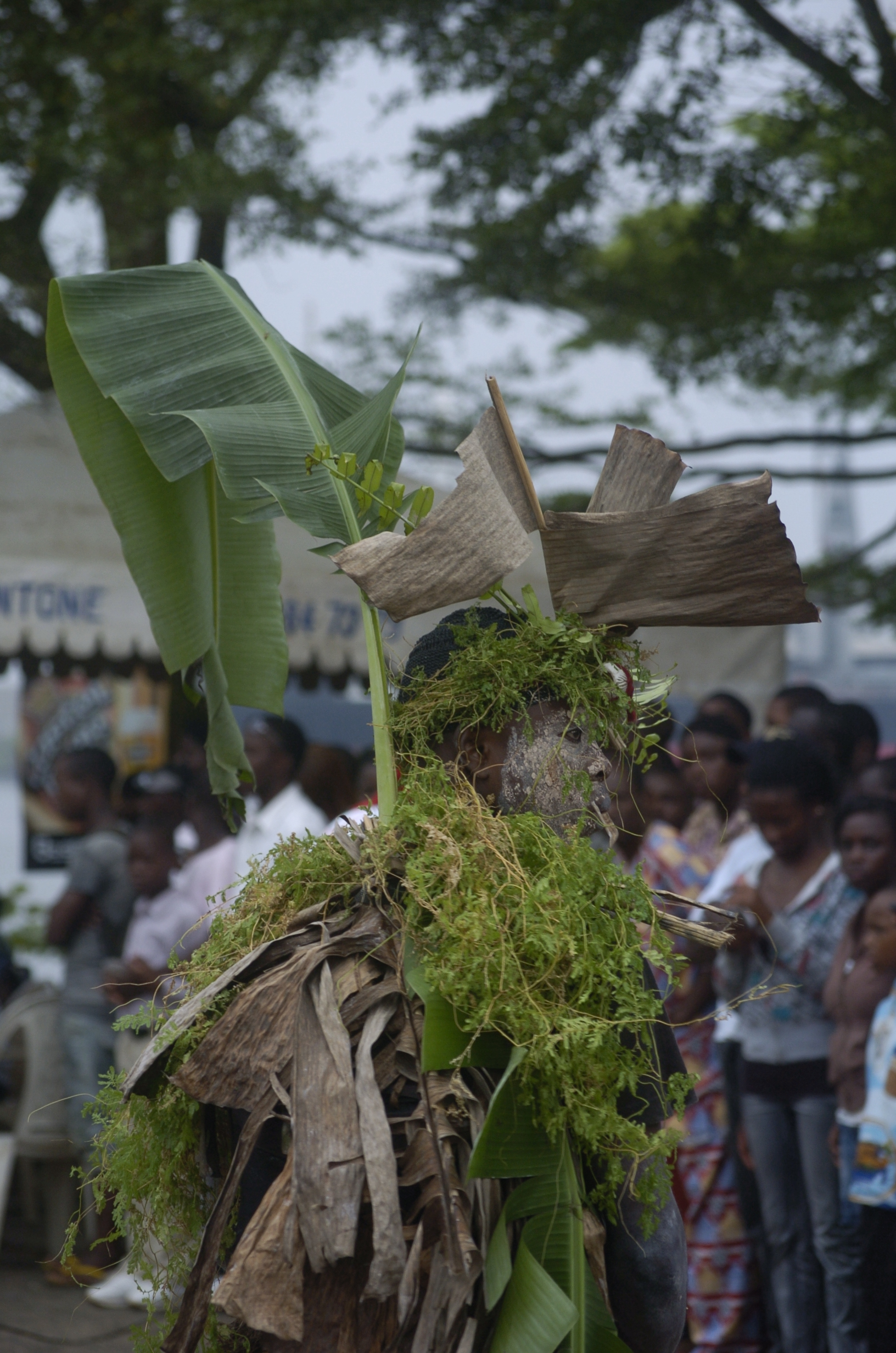
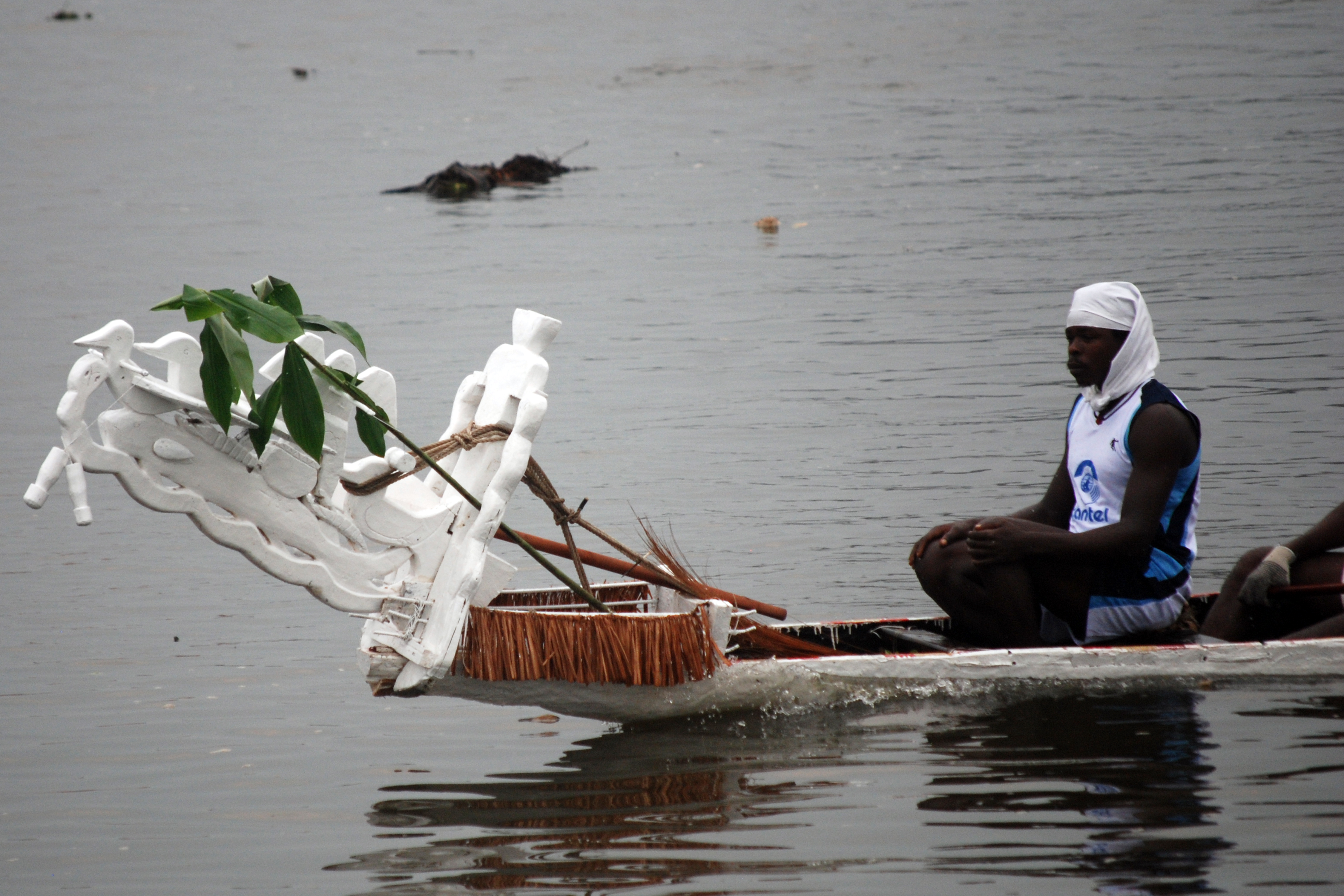
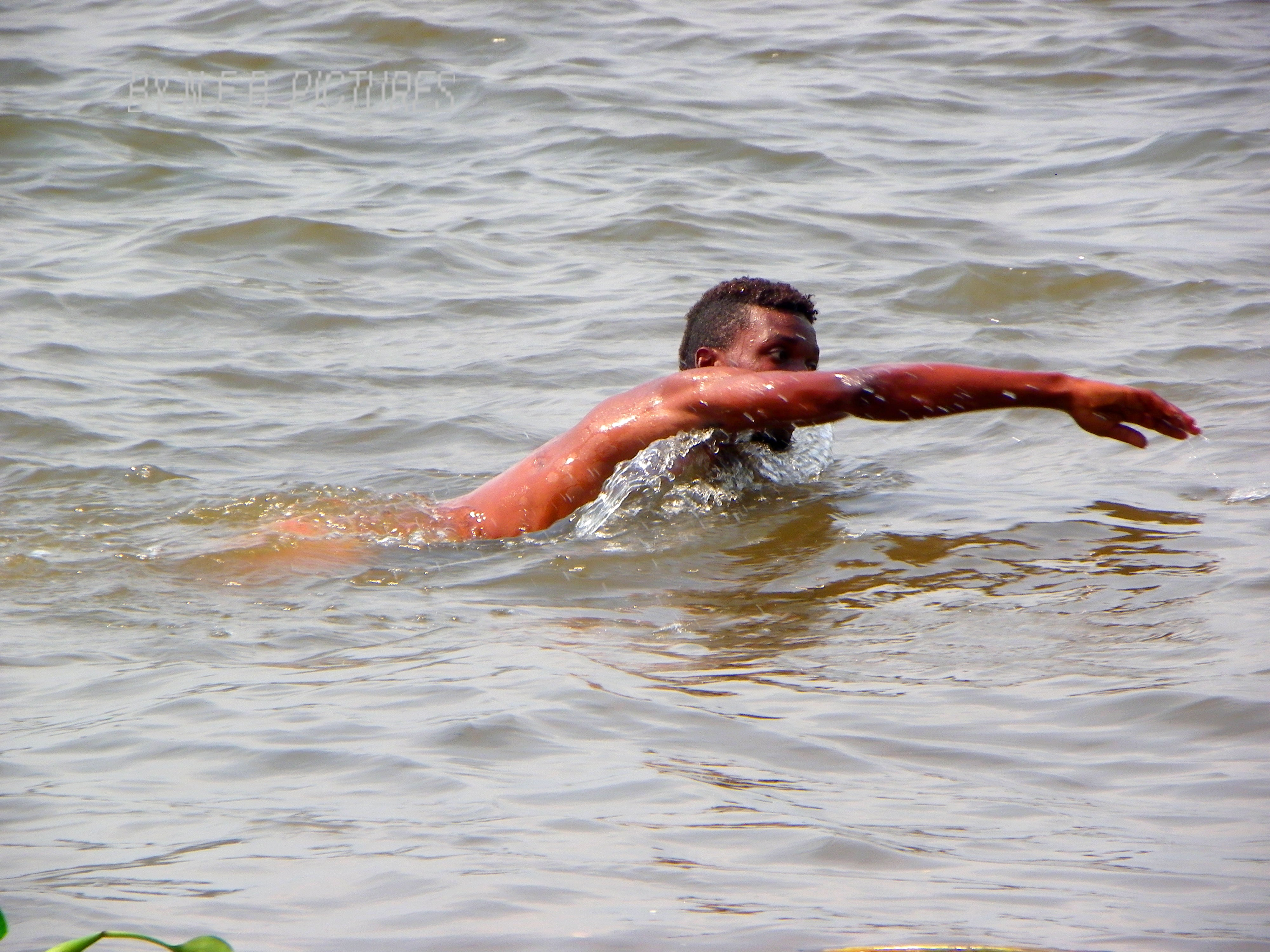
우아리강에서 수영하는 남자